# هيونداي سوناتا
هيونداي سوناتا (بالكوري:현대 쏘나타) هي سياره متوسطة الحجم (الحجم D في أوروبا) تصانع وتسوق من قبل شركة هيونداي موتور. ومن الجيل السادس، صار معروف بي ال i45 في الأسواق الأستراليا، سنغافورة ونيوزيلندا. وتعرف في أوروبا الغربية i40.

## نبذة
هيونداي سوناتا Hyundai Sonata (بالكورية: 현대 쏘나타) هي سيارة متوسطة الحجم أنتجتها شركة هيونداي الكورية الجنوبية المصنعة منذ عام 1985. الجيل الأول من سوناتا، والذي تم طرحه في عام 1985، كان من طراز هيونداي ستيلر المحسن مع ترقية المحرك، وتم سحبه من السوق في غضون عامين بسبب رد فعل العملاء السيئ. بينما تم بيع اللوحة في الأصل فقط في كوريا الجنوبية، تم تصدير الجيل الثاني من عام 1988 على نطاق واسع.
يتم تصنيع سوناتا في الولايات المتحدة لسوق أمريكا الشمالية وفي الصين وكوريا الجنوبية للسوق الآسيوية وفي روسيا للأسواق الأخرى. سميت على اسم المصطلح الموسيقي سوناتا.

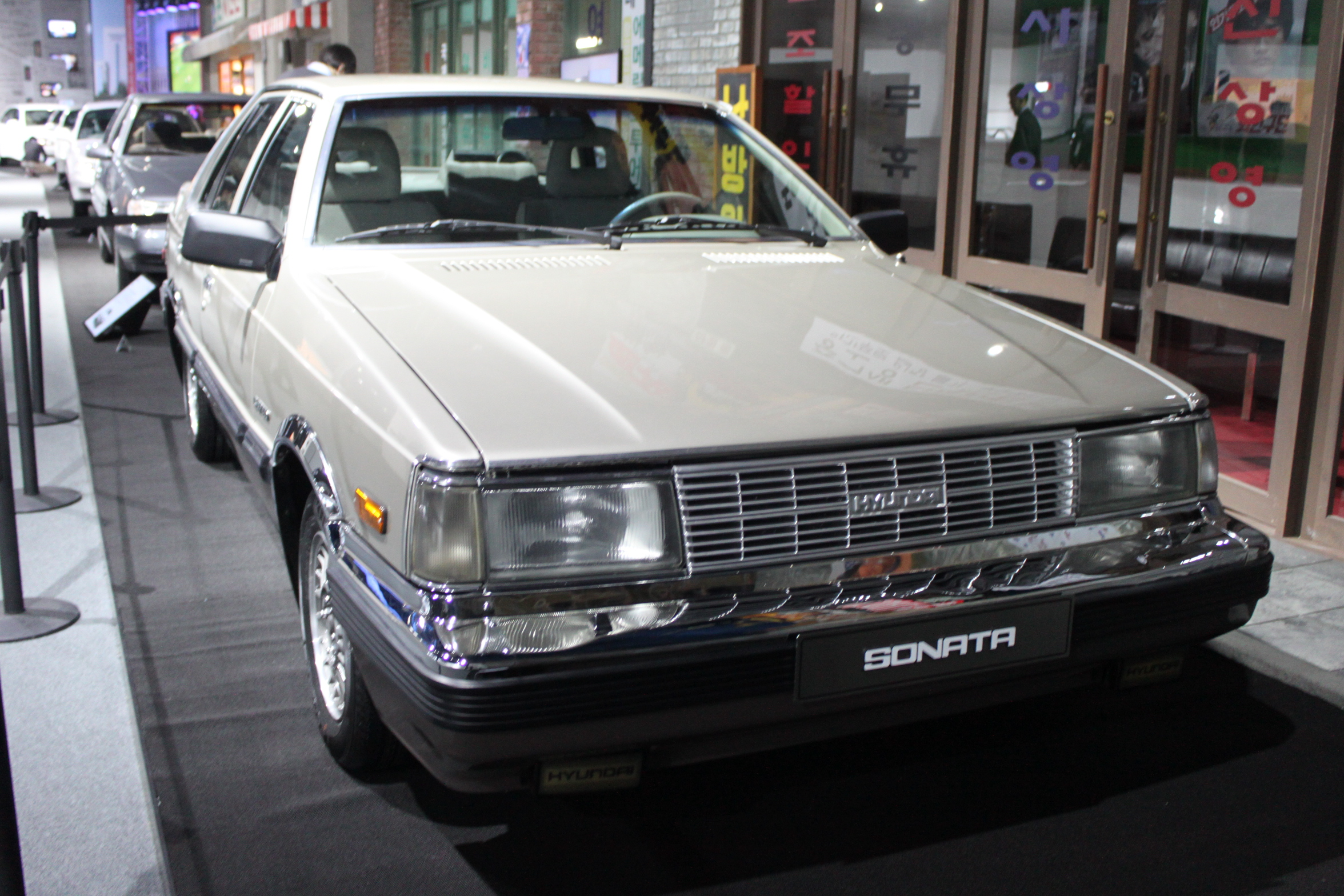
هيونداي سوناتا (الجيل الأول-1987)

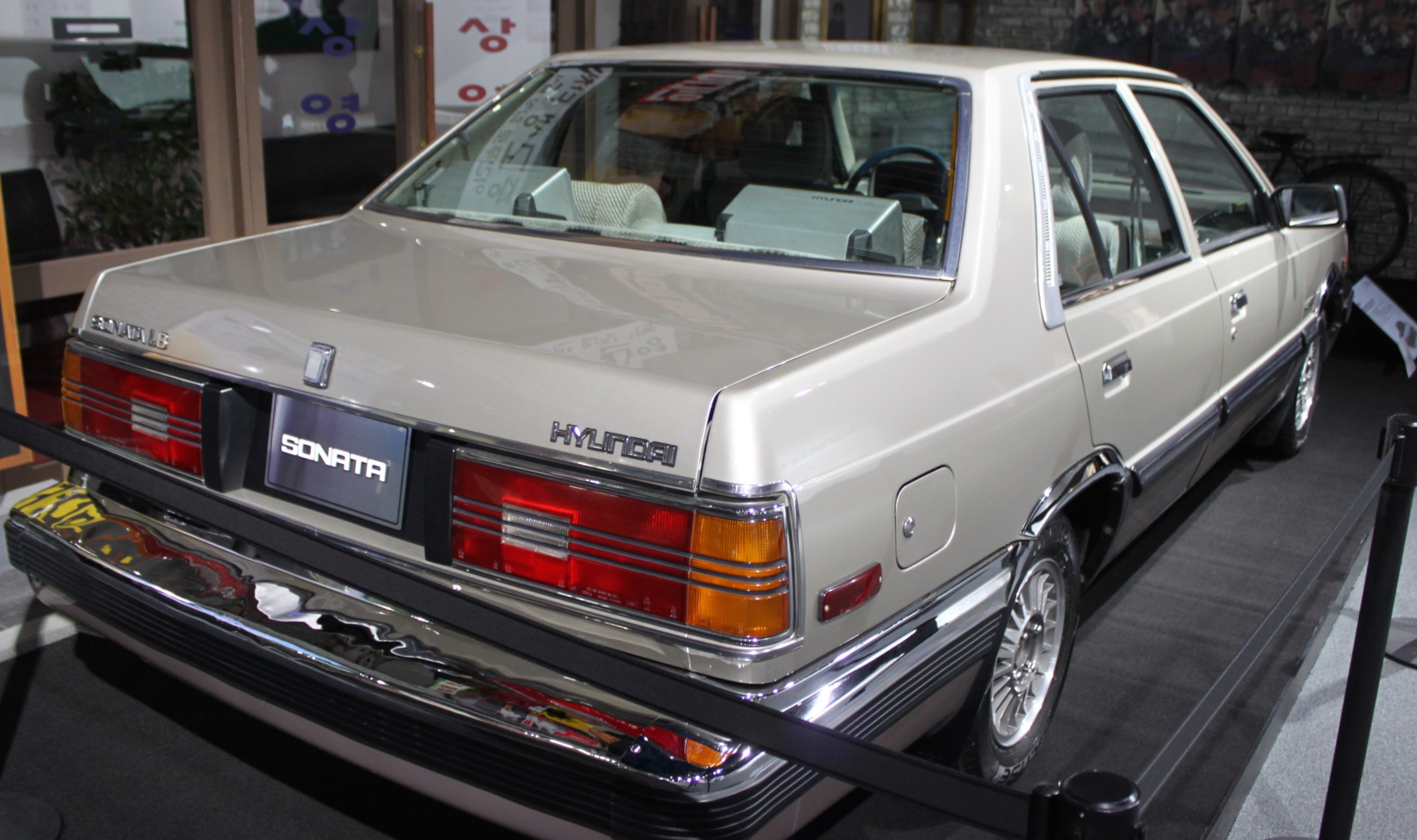
هيونداي سوناتا (الجيل الأول-1987)

## الجيل الأول (واي 1\1985)
أنظر أيضاً: هيونداي ستيلر
قُدمت أول سوناتا للتنافس مع سلسلة دايو رويال وكانت نسخة أكثر فخامة من ستيلر. وشملت التحكم في السرعة، والمقاعد الكهربائية، وغسالات المصابيح الأمامية، والمكابح الكهربائية، ومرايا جانبية قابلة للتعديل تعمل بالكهرباء، وزخارف من الكروم. كانت سوناتا متوفرة بخيارين تقليمين في كوريا: الفخامة والسوبر (الأخير متوفر فقط بمحرك سعة 2.0 لتر). في السوق المحلية حاولت هيونداي بيع سوناتا كسيارة تنفيذية باستخدام عبارات مثل «سيارة فاخرة لكبار الشخصيات»؛ ومع ذلك، نظراً لأن سوناتا كانت مبنية على ستيلر دون أي إعادة تصميم، فقد نظر إليها الجمهور على أنها لا تختلف عن نسخة فاخرة من ستيلر. في عام 1987، أضافت هيونداي نظامين لونيين وخيار كمبيوتر للرحلات، لكن المبيعات سرعان ما انخفضت وتوقفت السيارة في ديسمبر من ذلك العام  تم بيع سوناتا فقط في الأسواق المحلية في كوريا الجنوبية. تم الكشف عن السيارة في كوريا الجنوبية في 4 نوفمبر 1985.
تضمنت خيارات المحرك محرك ميتسوبيشي ساتورن سعة 1.6 لتر (متوفر فقط خارج السوق الكورية) و1.8 و2.0 لتر ميتسوبيشي سيريوس بأربعة أجزاء. وجدت الوحدة الأخيرة طريقها أيضاً إلى موديل 1987 وما بعده ستيلر، وفي محول MPI من هيونداي غراندور لعام 1986. كان الجسم هو مثل هيونداي ستيلر إلى حد كبير دون تغيير.
تم بيعها في نيوزيلندا (المقود الأيمن) بمحرك ميتسوبيشي سعة 1.6 لتر مع علبة تروس يدوية بخمس سرعات؛ كان ناقل الحركة الأوتوماتيكي إضافياً اختيارياً. كان المستورد الأصلي وحدة من مجموعة جيلتراب موتور ومقرها أوكلاند. عُرف الإصدار الأخير من ستيلر باسم ستيلر 88 وتم إطلاقه للاحتفال بدورة الألعاب الأولمبية الصيفية لعام 1988 في سيول. بعد ذلك، أوقفت هيونداي إنتاج الطراز ستيلر واستبدله بسيارة سوناتا الجديدة كلياً.

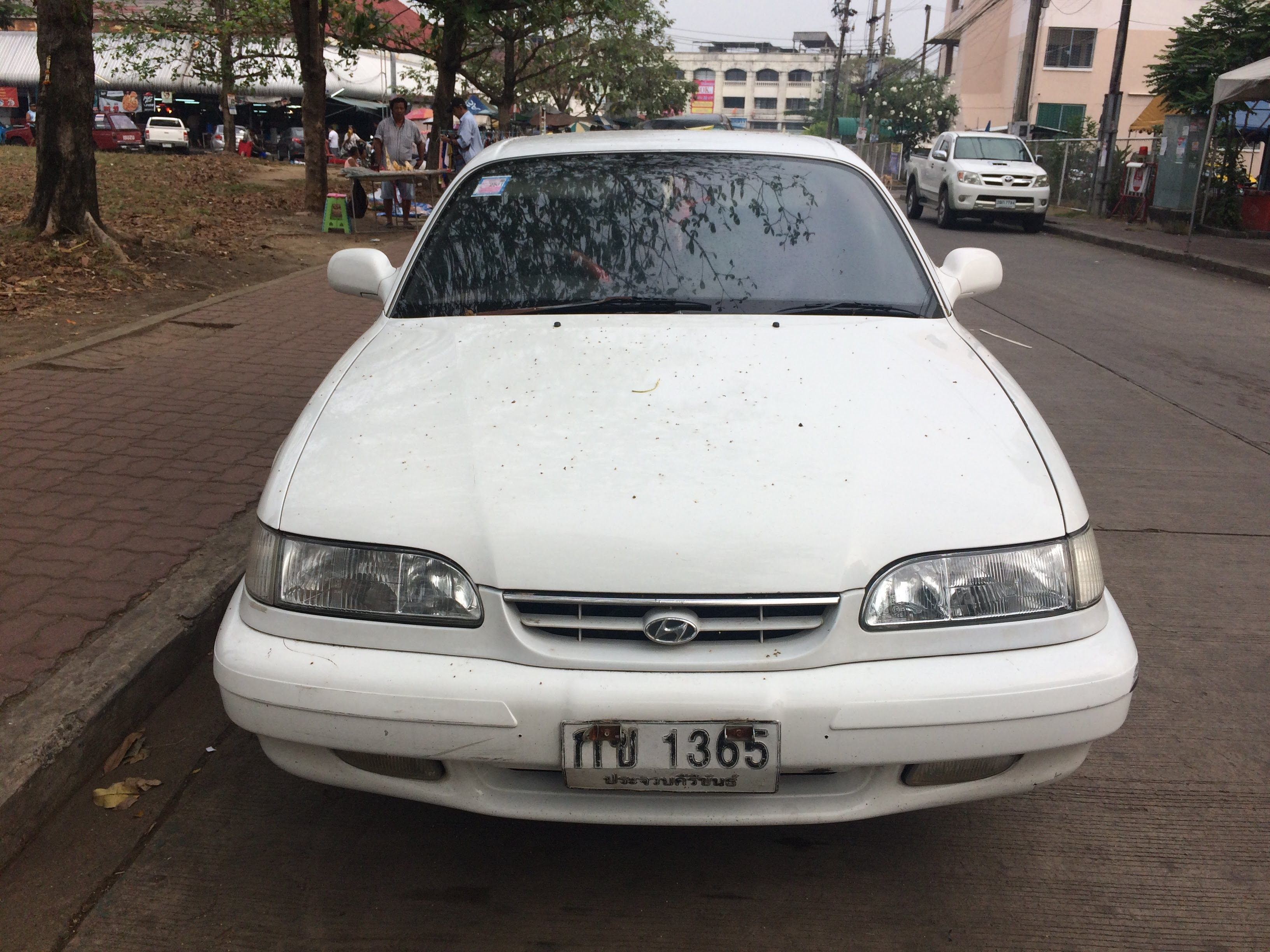
هيونداي سوناتا (الجيل الثاني-1993 - 1995)

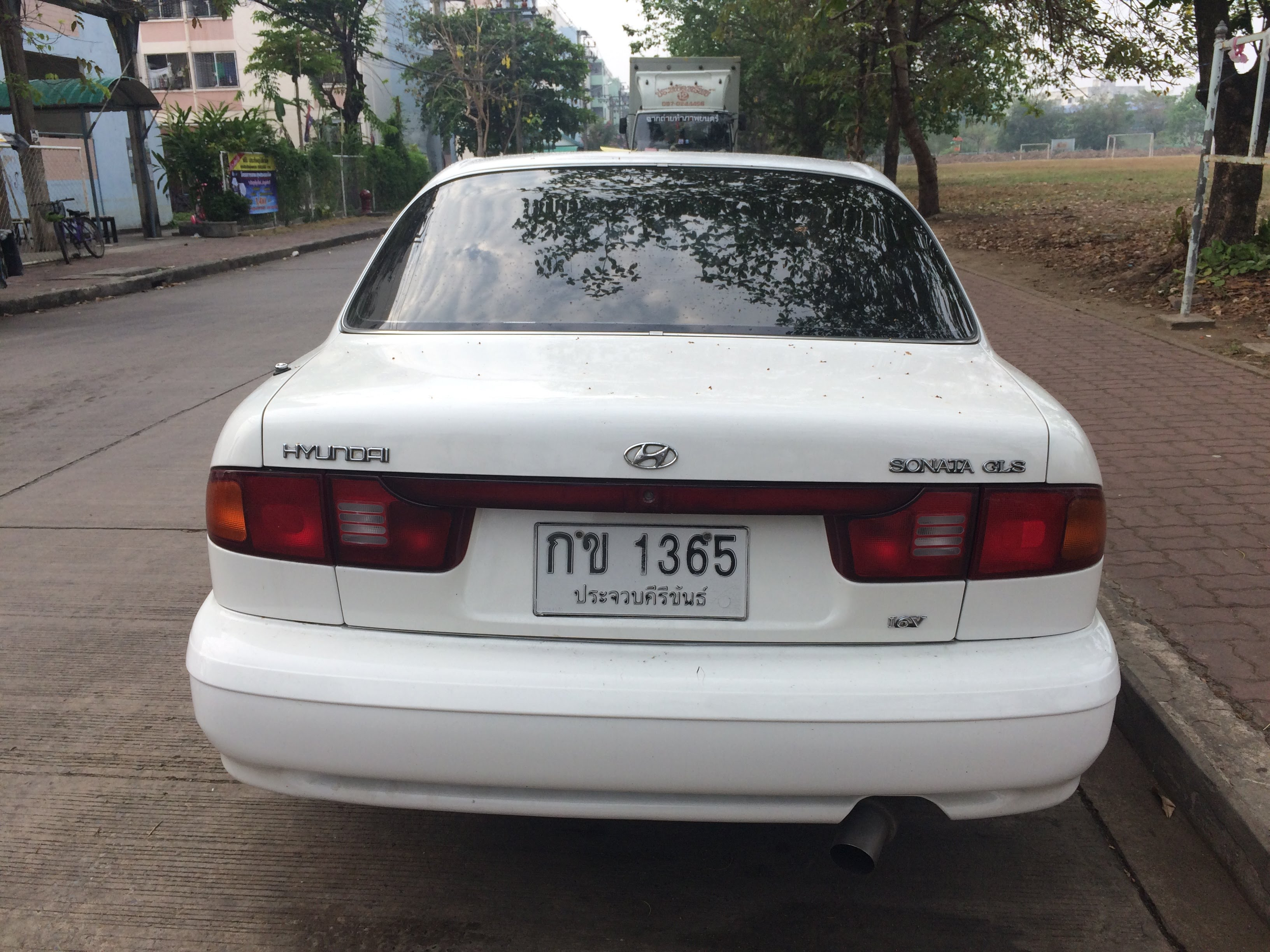
هيونداي سوناتا (الجيل الثاني-1993 - 1995)

## الجيل الثاني (واي2\1988)
كانت سوناتا واي 2 جزءاً من توسع هيونداي في أمريكا الشمالية بعد نجاح برنامج إكسل. تم تقديمه في كوريا الجنوبية في 1 يونيو 1988. ثم تم تقديمه في كندا في سبتمبر 1988 كنموذج 1989، وفي 14 نوفمبر 1988 في الولايات المتحدة كنموذج 1989، وفي مارس 1989 في أستراليا. تم تصميم الجزء الخارجي بواسطة جيورجيتو جيوجيار من التصميم الإيطالي. تلقت السيارة عملية تجميل متوسطة المدى في عام 1991. لقد حلت محل ستيلر كسيارة عائلية كبيرة من هيونداي. تم بناء سوناتا في أولسان بكوريا وفي برومونت بكيبيك.
تم إطلاق سوناتا في أوروبا في يونيو 1989، كثالث موديل يتم بيعه هناك بعد الإطلاق الأوروبي لعلامة هيونداي التجارية في عام 1982. وكانت تستهدف مشتري السيارات بما في ذلك فورد غرناط سكوربيو، ولكن تم تسعيرها لتنافس السيارات الأصغر مثل  فورد سييرا.
تم تصميم سوناتا من قبل شركة هيونداي وتميزت بهندسة ميتسوبيشي، بما في ذلك منصة من جالانت Σ و2.4 لتر، وقد تم تصنيع المحركات المصممة من قِبل ميتسوبيشي بموجب ترخيص في كوريا، وتم ختم رموز هيونداي عليها، ولكن بخلاف ذلك كانت مطابقة تقريباً لها المحركات المستخدمة من قبل ميتسوبيشي سيريوس 110 حصان (82 كيلو واط) محرك مستقيم رباعي كما هو مستخدم في موديلات السوق الأمريكية. وصل محرك V6 سعة 3.0 ليتر على أساس محرك ميبسوبيشي 6G72 في عام 1990. تلقت الأسواق الأخرى محركات 1.8 و2.0 لتر تم ترحيلها من الجيل الأول، ولكنها مجهزة بـمحركات MPI الخاصة بهيونداي، لتحل محل نظيراتها المكربنة المستخدمة في Y1 سوناتا. تلقى الطراز الأمريكي محرك DOHC سعة 2.0 لتر G4CP لعام 1992، ليحل محل محرك SOHC G4CS الأصلي سعة 2.4 لتر.
مستويات القطع المعروضة في الولايات المتحدة:
- (GL (1989-1991 بمحرك كامة علوي واحد 2.4 (G4CS) ومحرك (1992-1993) 2.0 DOHC G4CP

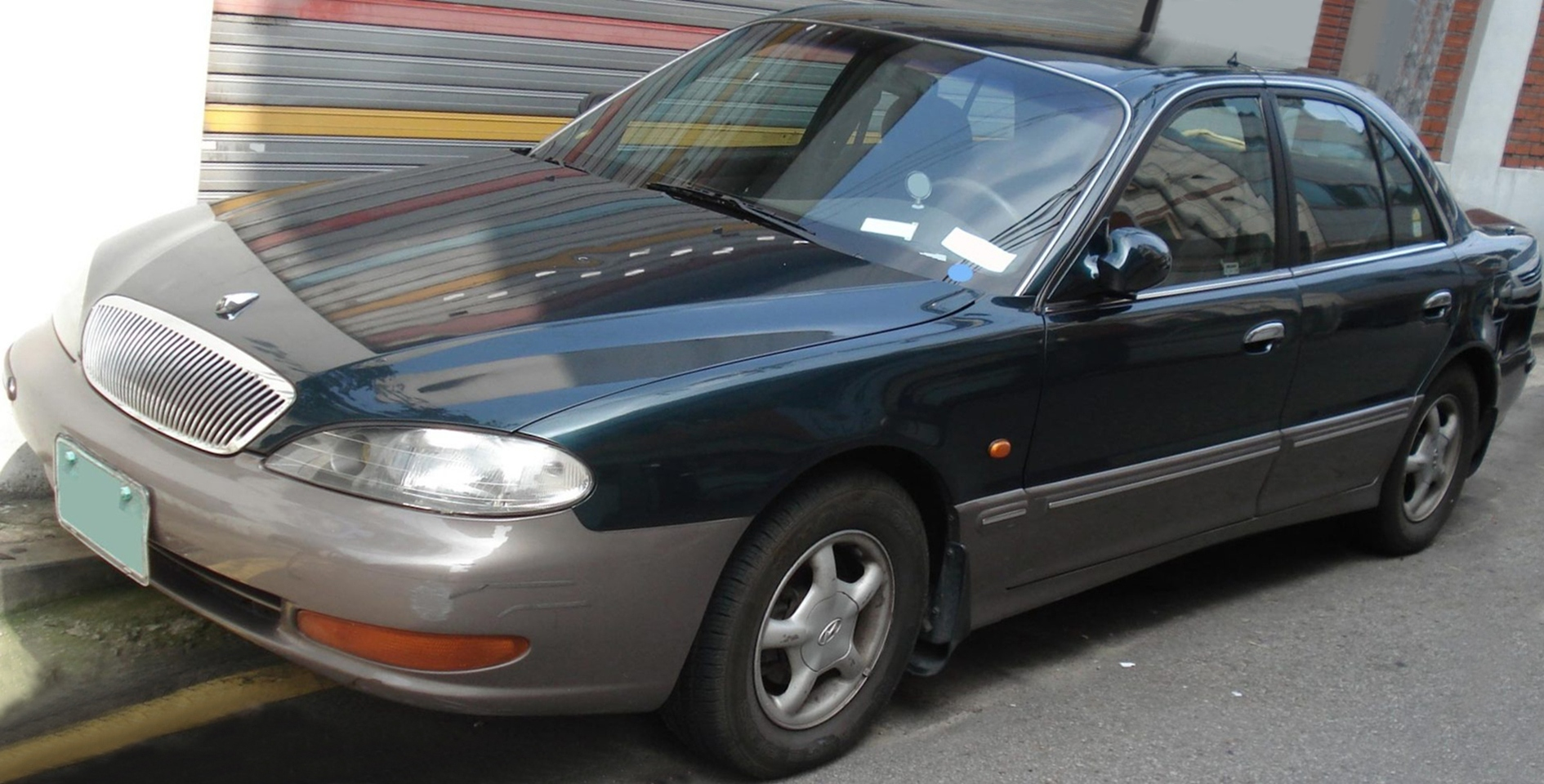
هيونداي مارسيا (الجيل الثالث-1996)

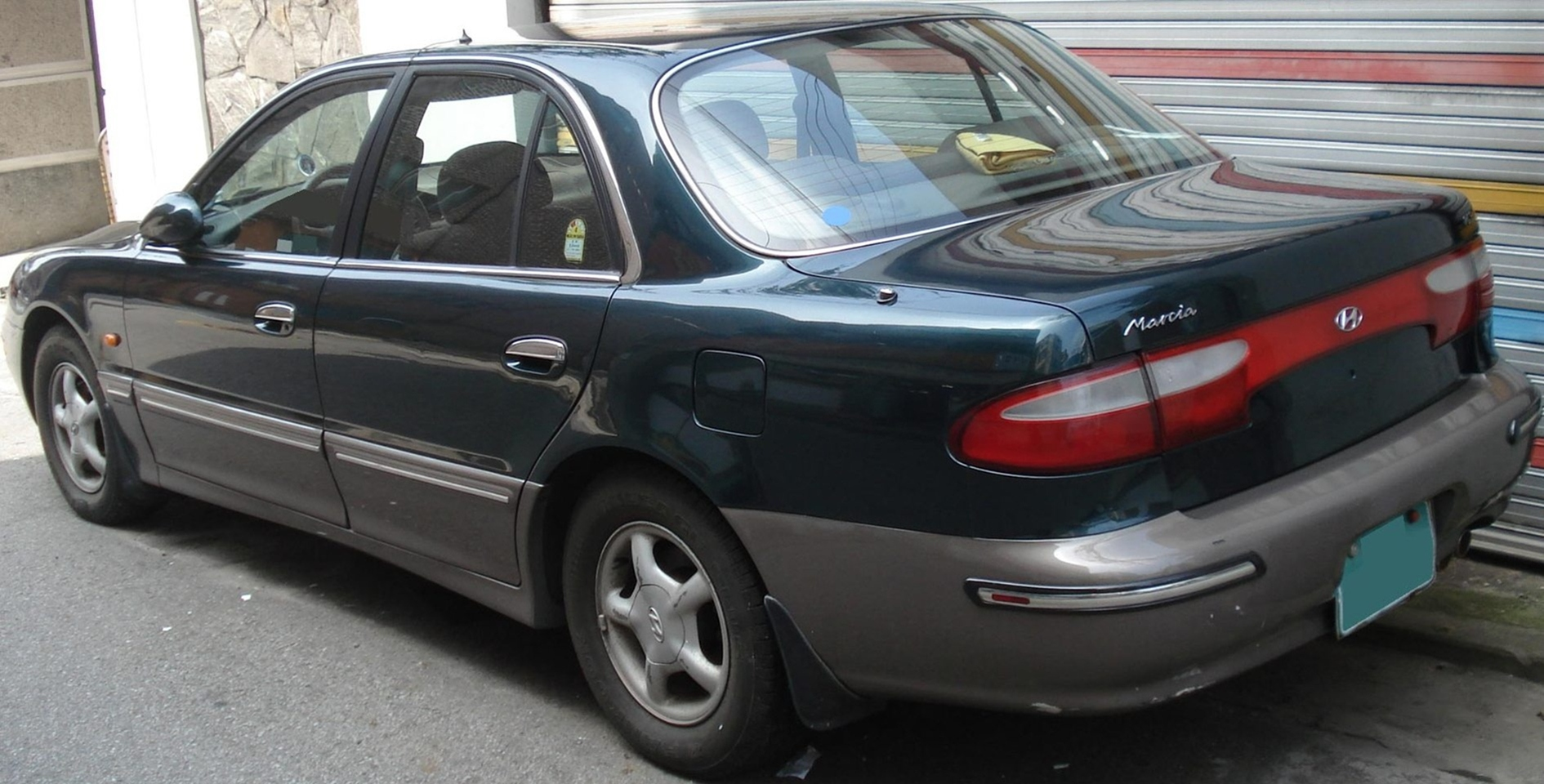
هيونداي مارسيا (الجيل الثالث-1996)

- GLS (محرك V6 سعة 3.0 لتر)

## الجيل الثالث (واي3\1993)
ظهرت سوناتا واي 3 لأول مرة في عام 1993. وكان المحرك الأساسي في معظم الأسواق محرك سيريوس رباعي الأسطوانات سعة 2.0 لتر بقوة 77 كيلووات (103 حصان)، ولكن كان هناك خيار ميتسوبيشي V6 سعة 3.0 لتر و 107 كيلووات (143 حصان) في بعض الأسواق. استمر هذا الجيل بعد زوال مصنع برومونت-كيبيك في سبتمبر 1993. بعد ذلك، تم بناء جميع سوناتا في كوريا، حتى افتتاح مصنع بكين هيونداي في ديسمبر 2002.
تم إنتاج الجيل الثالث من طراز Y3 أيضاً باسم هيونداي مارسيا بين عامي 1995 و 1998، حيث تم بيعه جنباً إلى جنب مع سوناتا في كوريا الجنوبية فقط. اختلفت مارسيا عن سوناتا من خلال الواجهات الأمامية والخلفية المعاد تصميمها.

### شد الواجهة (1996-1998)
شهدت عملية تجميل لـواي 3 في عام 1996 تعديلات على الأمام والخلف. كما تمت زيادة قوة المحرك رباعي الأسطوانات إلى 92 كيلو واط (123 حصان) لذلك العام أيضاً. كانت عملية شد الوجه Y3 هي آخر سوناتا تم إنتاجها في أولسان.

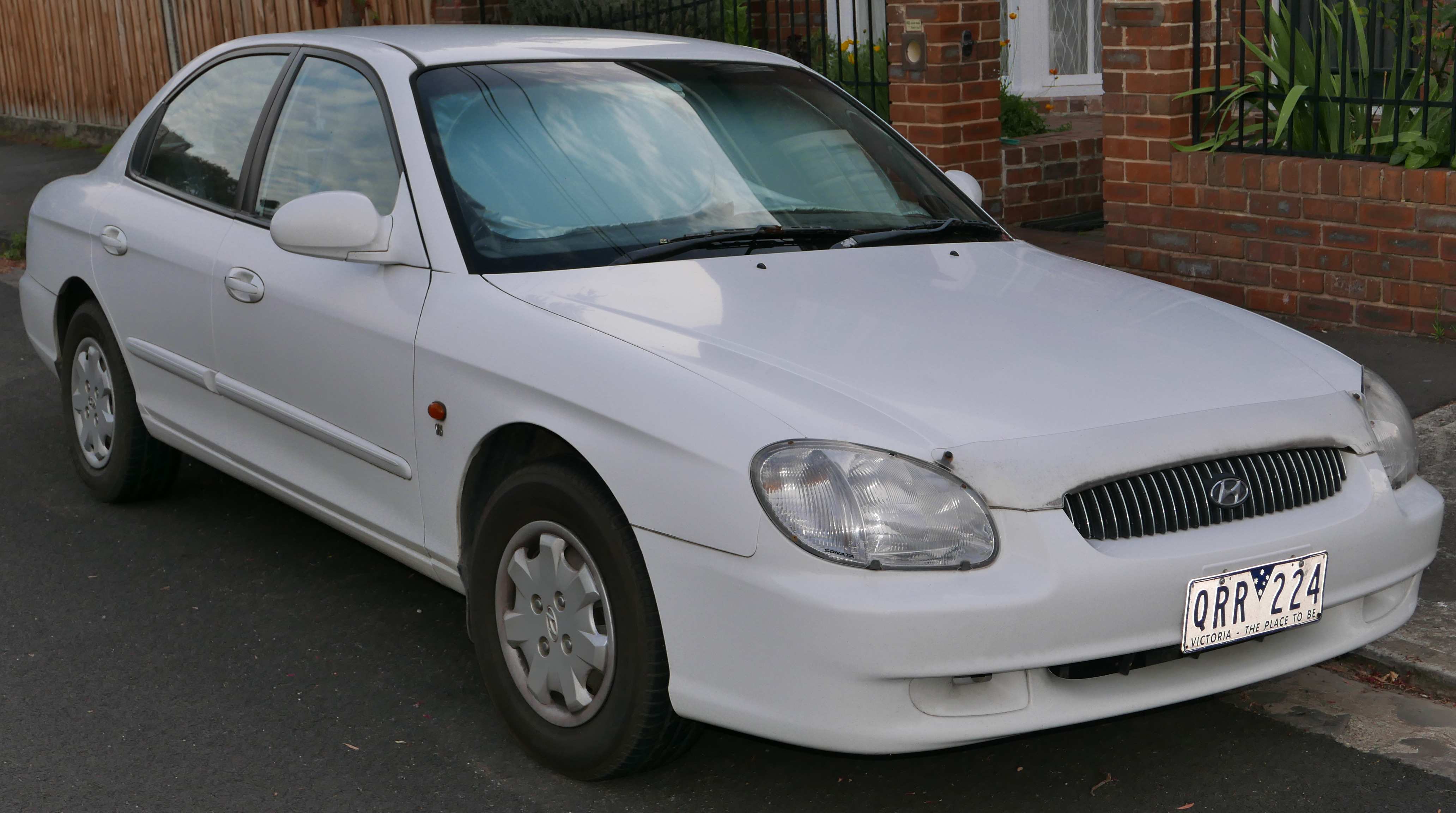
هيونداي سوناتا (الجيل الرابع-2001)

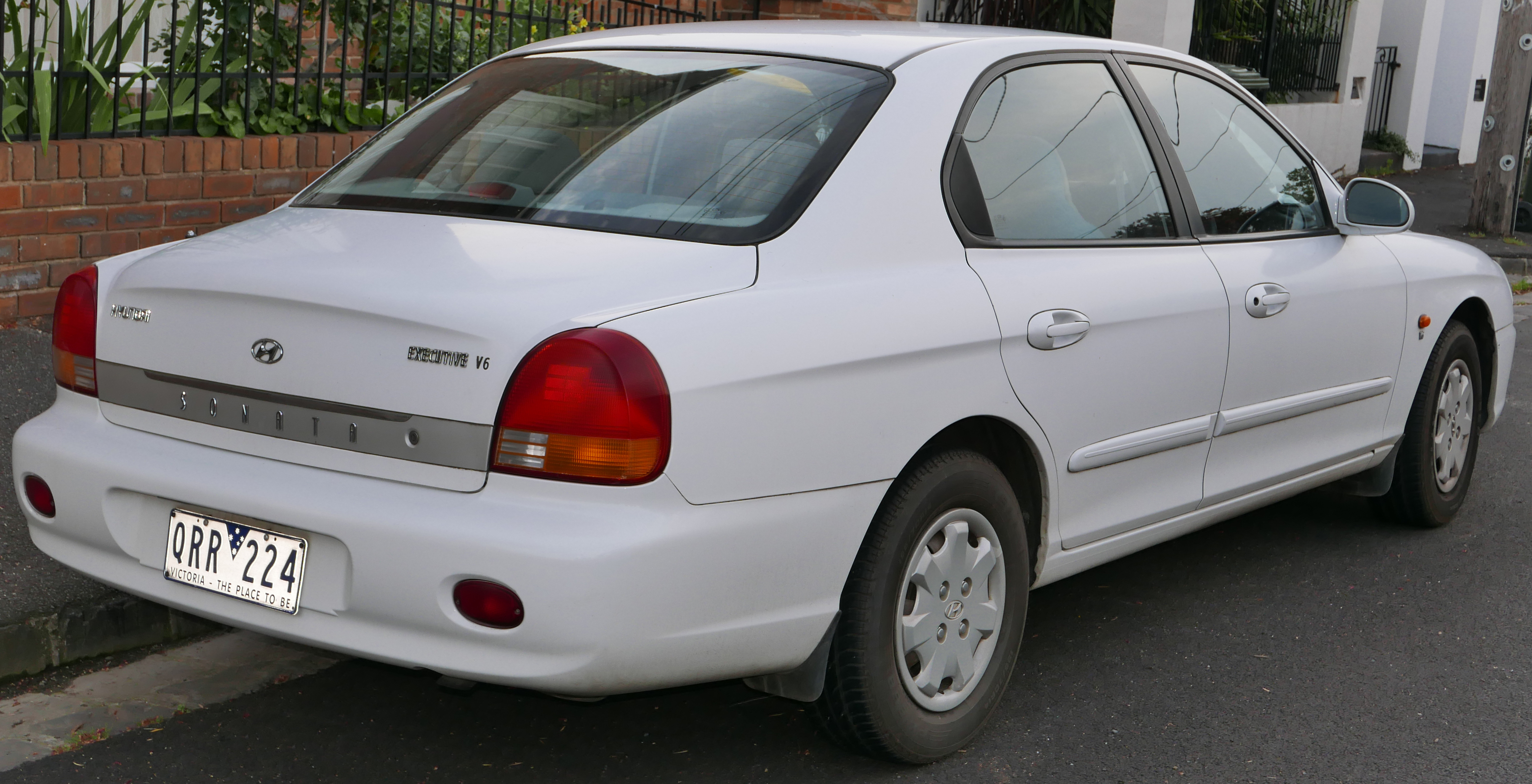
هيونداي سوناتا (الجيل الرابع-2001)

## الجيل الرابع (إي أف 1998)
وصلت سلسلة سوناتا إي إف الجديدة في عام 1998، حيث ظهرت لأول مرة في منصة هيونداي - كيا واي 4. بالمقارنة مع سابقتها واي 3، نما حجم إي إف قليلاً، لكنها تشترك في نفس قاعدة العجلات التي تبلغ 2700 مم (106.3 بوصة). كما أدخلت نظام تعليق أمامي مزدوج ونظام تعليق خلفي مستقل متعدد الوصلات. كانت المحركات الأولية منذ الإطلاق هي 2.0 لتر بقوة 136 حصان (101 كيلو واط) و 2.5 لتر بقوة 168 حصان (125 كيلو واط) - طراز G6BW من محرك هيونداي دلتا V6.
تشارك سوناتا إي إف دعائمها مع هيونداي تراجيت والجيل الأول من هيونداي سانتافي، والتي أصبحت أول سيارة دفع رباعي كروس مدمجة أوفر للشركة. الجيل الأول من كيا أوبتيما (تم تسويقه باسم ماجينتس خارج الولايات المتحدة) كان يعتمد أيضاً على سوناتا إي إف، حيث تشارك الأبواب وألواح السقف.

### شد الواجهة (2001-2004)
قامت هيونداي بتحديث سلسلة إي إف في عام 2001 لطراز عام 2002 كسلسلة EF-B، حيث قامت بمراجعة غطاء المحرك / غطاء المحرك والشبكة والمصابيح الأمامية والمصابيح الخلفية وموقع لوحة الترخيص الخلفية من الواجهة إلى غطاء صندوق السيارة - بالإضافة إلى مراجعة لوحة العدادات  والمقاعد.
عززت هيونداي هيكل الجسم وجدار الحماية، ووسعت المسار الخلفي، وتضمنت أحواض المقعد الأمامية المضادة للغواصات وأضفت أقراص مكابح أمامية أكثر سمكاً للتحديث.
يتميز طراز EF-B من سلسلة G6BAY المصنوعة من الألمنيوم بالكامل بسعة 2.7 لتراً من طراز محرك دلتا V6 بقوة 177 حصاناً (132 كيلو واط)، بالإضافة إلى محرك سيريوس 2 سعة 2.4 لتراً داخلياً رباعي الأسطوانات بقوة 139 حصان (104 كيلو واط) و150 رطلاً لكل بوصة  قدم (200 نيوتن متر) من عزم الدوران.
استمرت سوناتا في الإنتاج اعتباراً من عام 2002 وتم تسويقها في الصين اعتباراً من ديسمبر 2002 بواسطة شركة بكين هيونداي. تم إنتاج سوناتا محسنة من قبل تلك الشركة في أغسطس 2009، وتم تسويقها باسم مونيكا. هذا الطراز متوفر فقط في السوق الصينية ويأتي بمحرك 1.8 أو 2.0 لتر مع خيارات نقل تتكون من ناقل حركة يدوي بخمس سرعات أو ناقل حركة أوتوماتيكي رباعي السرعات.
تم تصنيع سوناتا بواسطة تاجاز في روسيا حتى عام 2012.

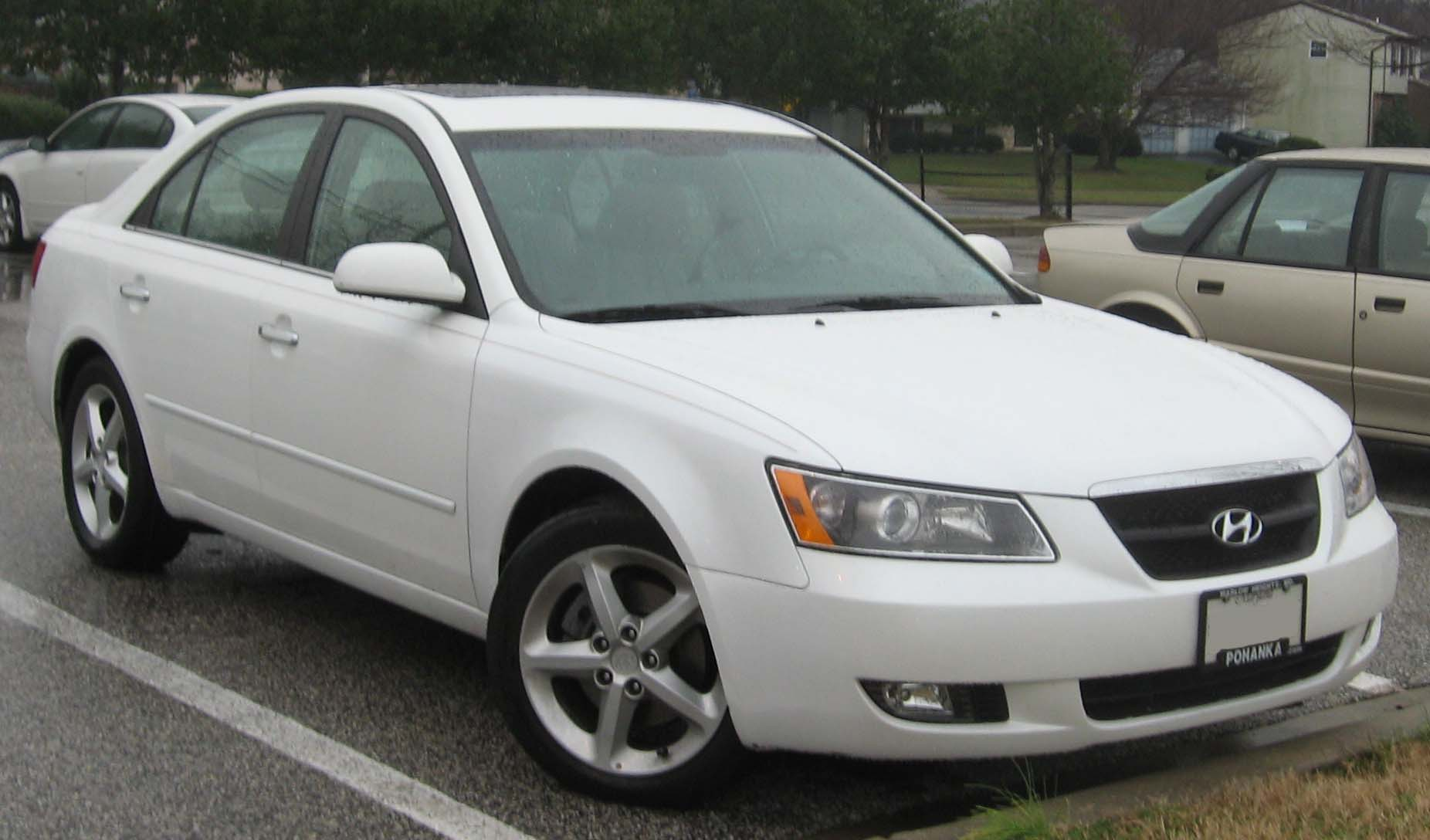
هيونداي سوناتا (الجيل الخامس-2004 - 2010)

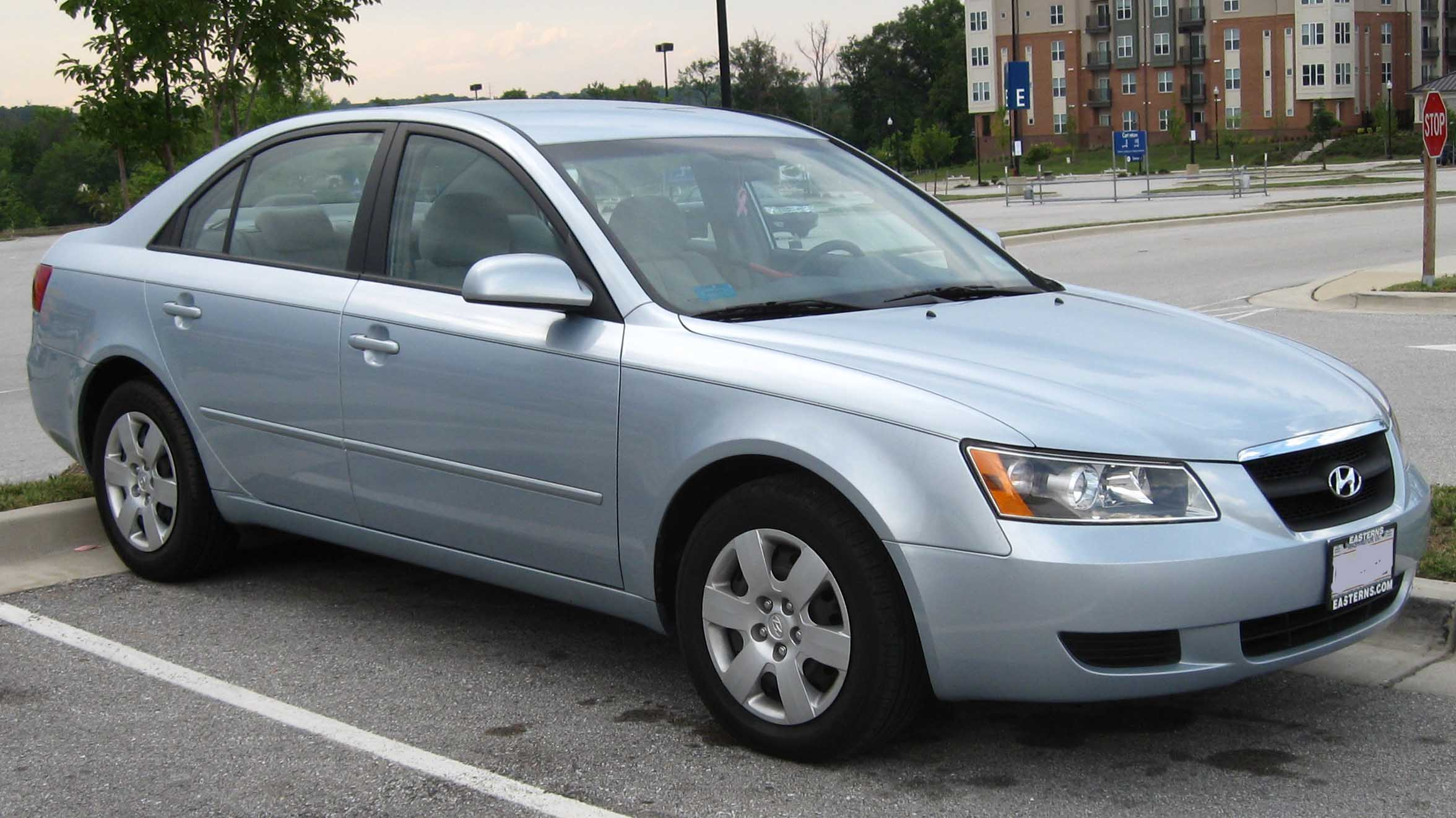
هيونداي سوناتا (الجيل الخامس-2006 - 2008)

## الجيل الخامس (إن إف 2004)
تم إطلاق سوناتا إن إف في أغسطس 2004 في كوريا، بناءً على منصة جديدة تم إنشاؤها من مشروع إن إف. أول محرك I4 من الألمنيوم بالكامل للشركة، أطلق عليه اسم ثيتا، ظهر لأول مرة في سوناتا الجديدة. كانت خيارات المحرك عند الإطلاق هي محرك 2.4 لتر I4 بقوة 164 حصان (122 كيلو واط) عند 5800 دورة في الدقيقة ومحرك V6 سعة 3.3 لتراً بقوة 237 حصاناً (177 كيلو واط) V6. في كوريا، تم بيع الخيار 2.4 لتر على أنه F24S (24 = 2.4 لتر، S = خاص). تم بيع نسخة البنزين سعة 2.0 لتر فقط في كوريا وأثبتت شعبيتها هناك بسبب وفورات الغاز والضرائب والتأمين المضافة. تتوفر إصدارات الديزل في أوروبا ونيوزيلندا وسنغافورة، حيث تعد بديلاً شائعاً لكابينة تويوتا كومفورت.
تزامن إطلاق سيارة سوناتا الجديدة في الولايات المتحدة في مايو 2005 مع بدء الإنتاج في أول مصنع تجميع للشركة في الولايات المتحدة في مونتغمري - ألاباما.
تم تصنيف الجيل الرابع من قبل وكالة حماية البيئة الأمريكية كسيارة متوسطة الحجم، وكان الجيل الرابع أطول بمقدار 2 بوصة (51 ملم) وأطول وأطول بمقدار 1 بوصة (25 ملم) من الجيل السابق. تشمل الميزات القياسية في الموديلات الأمريكية نظام الفرامل المانعة للانغلاق / التحكم الإلكتروني بالثبات / نظام التحكم في الجر بالإضافة إلى ستة وسائد هوائية (السائق / الراكب الأمامي والأمامي والجانبي، وستارة جانبية).

### الأمان

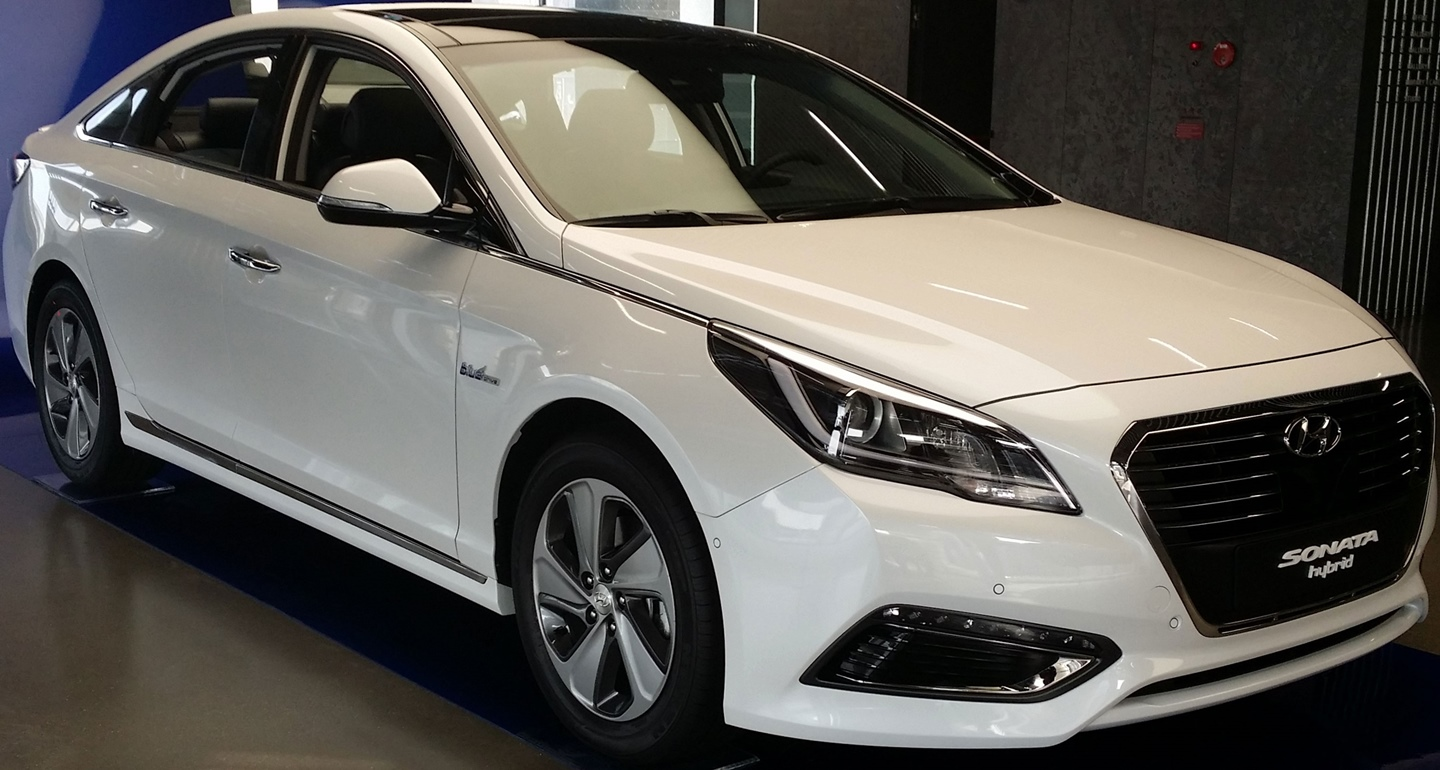
هيونداي سوناتا من (الجيل السابع-هايبرد-2015)

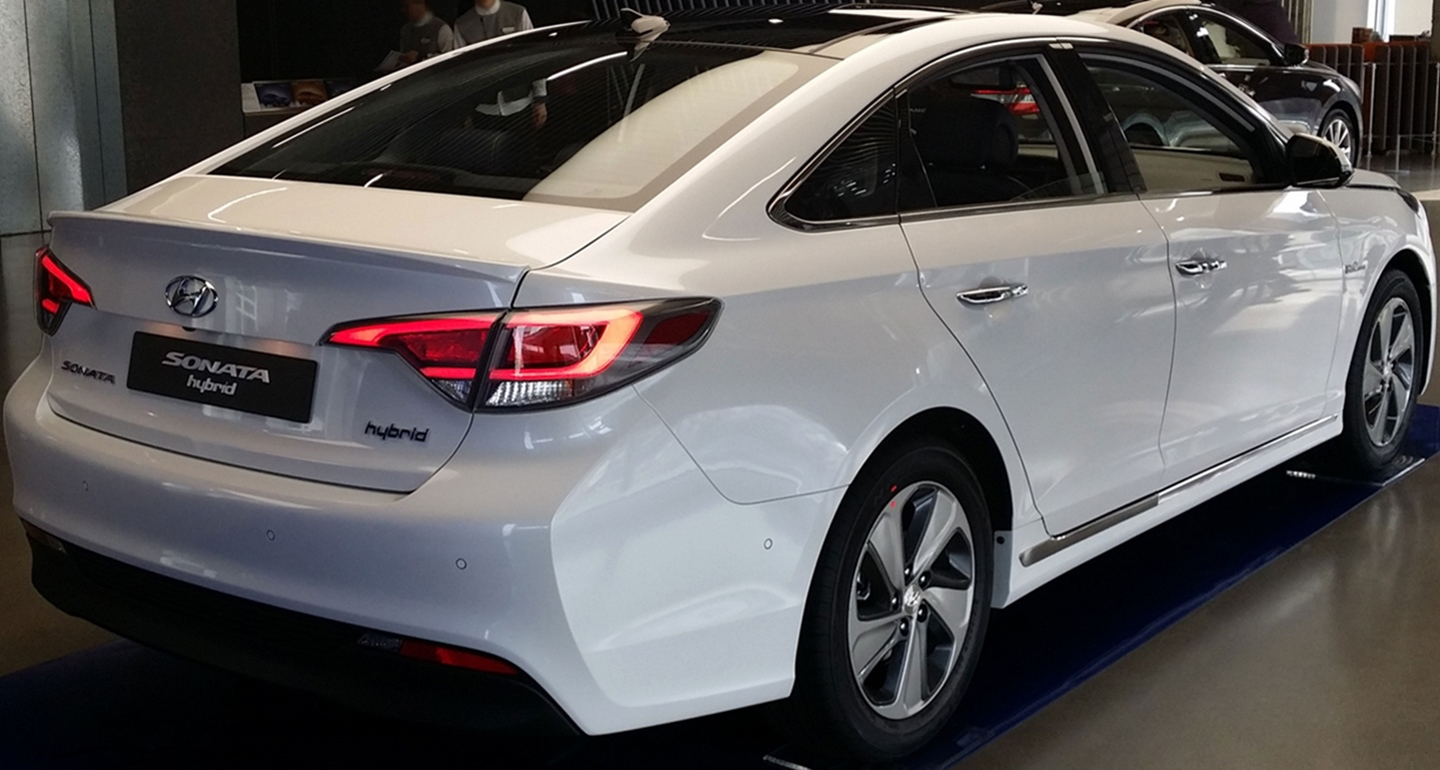
هيونداي سوناتا من (الجيل السابع-هايبرد-2015)

أوروبا: حصلت موديلات عام 2006 على تصنيفات البرنامج الأوروبي الجديد لتقييم السيارات (يورو NCAP) التالية:
- الراكب البالغ: 4 من 5 نجوم، الدرجة 27
- الراكب الأطفال: 4 من 5 نجوم، درجة 37
- المشاة: 2 من 4 نجوم، النتيجة 12

في معهد التأمين لاختبارات السلامة على الطرق السريعة، حصلت سوناتا على «جيد» بشكل عام في اختبار الاصطدام الأمامي، ودرجة إجمالية «مقبولة» في اختبار التصادم الجانبي، وتقدير «جيد» للحماية من التصادم الخلفي. في تقييم متانة السقف، تم تصنيف 09 و 10 طرازات بأنها «هامشية».
تم اختبار هيونداي سوناتا 2006 من قبل الإدارة الوطنية الأمريكية لسلامة المرور على الطرق السريعة (NHTSA):
- التصنيف الأمامي (السائق): 5/5 نجوم
- التصنيف الأمامي (الراكب): 5/5 نجوم
- التصنيف الجانبي (سائق): 5/5 نجوم
- التصنيف الجانبي (الركاب): 5/5 نجوم
- التمرير: 4/5 نجوم

### شد الواجهة (2008-2010)
تم الكشف عن السيارة المعاد تصميمها في معرض شيكاغو للسيارات 2008 كسيارة موديل عام 2009. تم بيع نسخة الإنتاج باسم هيونداي سوناتا ترانسفورمر في كوريا، وظهر النموذج لأول مرة في مكان آخر كنموذج «مبكر» لعام 2009.
تم التصميم بشكل أساسي في هيونداي-كيا مركز أمريكا للتكنولوجيا الإختصار (HATCI) في ميشيغان في عام 2006.
تتميز إعادة التصميم بمحركات معدلة، وفتحة أمامية وشبكة 3 بار من الكروم، ومصابيح خلفية (أصبحت إشارات الانعطاف حمراء في أمريكا الشمالية فقط) ومصابيح أمامية بجوهرة، وتصميم عجلات معدني جديد من 10 شرائط للطرازات المحدودة (على عكس مشاركة تحدُث التصميم من نموذج SE) وIP منقح على نطاق واسع (لوحة الأدوات). اعتمدت شركة هيونداي «سلش مولدنغ» وهي تقنية إنتاج تتيح درجة أعلى بكثير من التركيب والتشكيل لسطح IP.
تتميز المقاييس المعاد تصميمها بإضاءة خلفية زرقاء ونظام ملاحة بشاشة تعمل باللمس، وهو اختياري على مستوى القطع المحدود فقط، ويتضمن إمكانية راديو القمر الصناعي. تتوفر إمكانية بلوتوث كوحدة اختيارية، منفصلة عن نظام الصوت أو نظام الملاحة، وتشمل جميع الطرز منفذ يو أس بي مع مقبس إدخال إضافي. يسمح سلك محول يو أس بي الاختياري بدمج جهاز iPod، وتكون مقابض الأبواب الداخلية المصنوعة من الكروم قياسية في الطراز ليميتد.
تم تصنيف محرك G4KC ثيتا سعة 2.4 لتر بـ 162 حصان (121 كيلوواط) عند 6000 دورة في الدقيقة و164 رطل قدم (222 نيوتن متر) 164 حصان (122 كيلو واط) لطراز PZEV ،2.0 لتر محرك G4KA ثيتا تم تقييم 143 حصان (107 كيلوواط) عند 6000 دورة في الدقيقة و 140 رطل قدم (190 نيوتن متر) عند 4250 دورة في الدقيقة وتم تصنيف لامبادا V6 سعة 3.3 لترات 235 حصان (175 كيلو واط) عند 6000 دورة في الدقيقة و229 رطل قدم (310 نيوتن متر)) عند 4500 دورة في الدقيقة.
يتوفر محرك الديزل (D4EA) لسوق المملكة المتحدة مع خيار 4 سرعات أوتوماتيكي أو يدوي 6 سرعات، وقد تم طرحه في السوق الأسترالية لأول مرة، ليحل محل خيار V6.
يتوفر الطراز الأساسي GLS مع ناقل حركة يدوي بخمس سرعات. تتميز موديلات GLS وSE وليميتد بناقل حركة أوتوماتيكي بخمس سرعات متوفر حديثاً وقابل للتحويل يدوياً يتم تسويقه باسم «شيفترونك».
هناك تغييرات طفيفة في طراز 2010، والتي تتضمن نظام الملاحة الاختياري في SE بدلاً من كونها خياراً حصرياً، ولم يعد محرك V6 متوفراً في طراز GLS.

### سوناتا لينغ شيانغ
أطلقت شركة بيجينغ هيونداي، سوناتا معاد تصميمها تسمى لينغ شيانغ، والمعروفة أيضاً باسم سوناتا إن إف سي، للسوق الصينية. بدأ الإنتاج في ديسمبر 2008 لعام 2009. هذا البديل لديه مقاعد خارجية محدثة ومقاعد خلفية منقحة.  بعد نجاح هيونداي مع هيونداي ألنترا يو دونغ، تم إنشاء لينغ شيانغ خصيصاً لاستهداف السوق الصينية. قدمت هيونداي هذه السيارة لأول مرة إلى السوق في معرض قوانغتشو الدولي السادس للسيارات في الصين عام 2008.
تشمل خيارات المحرك وناقل الحركة محرك ثيتا سعة 2.0 لتر و 2.4 لتر مقترناً بـ 3 علب تروس منفصلة، ودليل 5 سرعات، و 5 سرعات أوتوماتيكي و4 سرعات أوتوماتيكي.

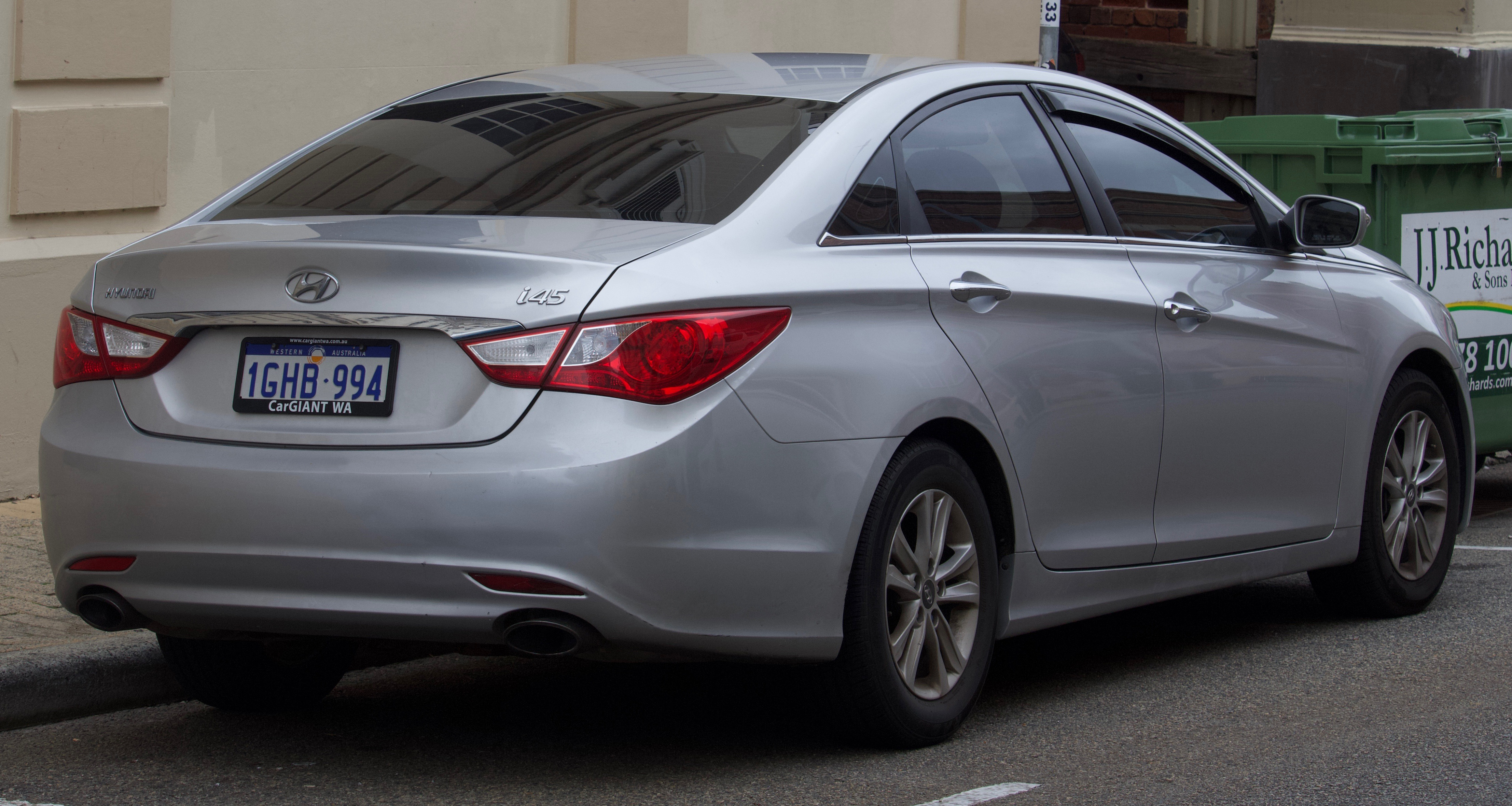
هيونداي سوناتا (الجيل السادس-2010 - 2012)

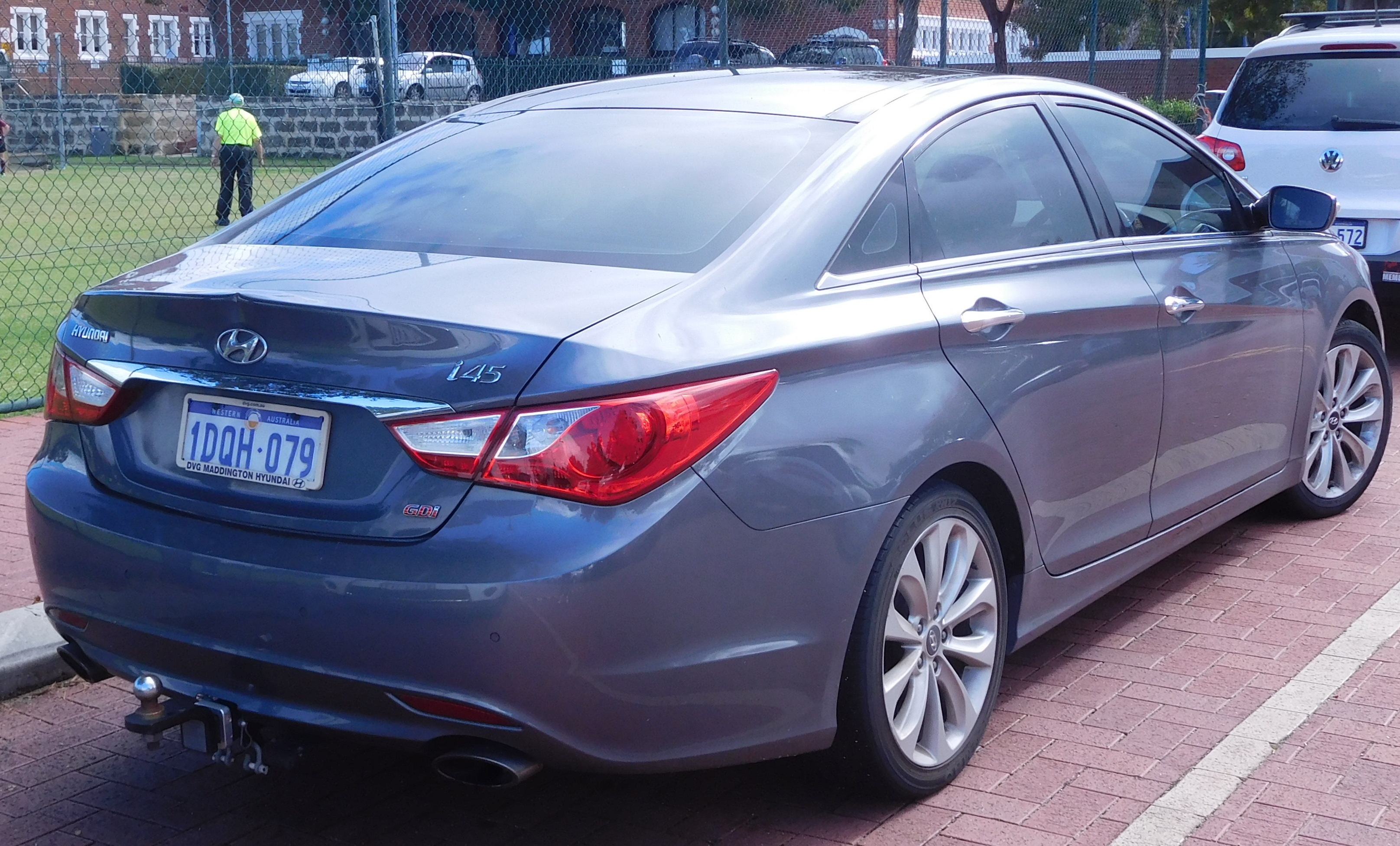
هيونداي سوناتا (الجيل السادس-2010 - 2012)

تتكون مستويات القطع من:
- (2.0 GL) الأوتوماتيك واليدوي
- (2.0 GLS) الأوتوماتيك واليدوي
- (2.0 DLX AT) الأوتوماتيك واليدوي
- (2.0 Top) الأوتوماتيك واليدوي
- (2.4 GLS) الأوتوماتيك واليدوي
- (2.4DLX AT) الأوتوماتيك واليدوي
- (2.4 Top) الأوتوماتيك واليدوي

## الجيل السادس (واي إف 2009)
بدأت هيونداي تطوير سوناتا واي إف في عام 2005، بتكلفة تطوير تبلغ 450 مليار ين ياباني (372 مليون دولار أمريكي). في الأسواق الأسترالية ونيوزيلندا وسنغافورة وكولومبيا، يتم بيع واي إف بالتجزئة تحت اسم هيونداي i45، بعد تسمية سلسلة آي الأبجدية الرقمية التي أنشأتها هيونداي في هذه الأسواق. كانت السيارة تحمل شارة سوناتا في أوروبا الشرقية، تماماً كما هو الحال في أمريكا الشمالية وكوريا الجنوبية.
بدأت مبيعات سوناتا واي إف في كوريا الجنوبية في 2 سبتمبر 2009، قبل إطلاق مركبة الإنتاج في كوريا الجنوبية. تم الكشف عن النسخة الأمريكية من الجيل السادس من سوناتا في معرض لوس أنجلوس للسيارات 2009، حيث بدأت المبيعات في عام 2010 لعام 2011. كانت سوناتا هي السيارة الثانية، بعد توكسون، التي تحمل لغة تصميم هيونداي الراديكالية «النحت الانسيابي».
سوناتا واي إف في أمريكا
بالنسبة للسوق الأمريكية، تفاخر الجيل السادس من سوناتا بمحرك رباعي الأسطوانات سعة 2.4 لتر يعمل بالحقن المباشر. يعمل هذا المحرك الجديد على تحسين الاقتصاد في استهلاك الوقود وينتج بحد أقصى 200 حصان (147 كيلوواط، 197 حصان) عند 6300 دورة في الدقيقة و25.5 كجم متر مكعب (250 نيوتن متر، 184 رطل قدم) عند 4250 دورة في الدقيقة. إنه جزء من تشكيلة محركات ثيتا 2. علاوة على ذلك، تم تقديم سلسلة توقيت مع ناقل حركة أوتوماتيكي جديد بست سرعات. سوناتا هذه مصنوعة من الفولاذ عالي القوة والمختوم على الساخن. في كوريا الجنوبية، يتم تسليم سوناتا واي إف بمحرك بنزين ثيتا 2 MPi سعة 2.0 لتر (أقصى قوة تبلغ 165 حصاناً (121 كيلوواط، 163 حصان)(وعزم دوران أقصى يبلغ 20.2 متر مكعب). تحسن الاقتصاد في استهلاك الوقود بنسبة 11٪. يتوفر محرك حقن مباشر سعة 2.4 لتر بأربع أسطوانات ومحرك 2.0 توربو.
تشتمل الخيارات الحصرية للطراز الكوري على فتحة سقف بانورامية من ثلاث قطع، وأجهزة مضيئة كهربائياً، وإشارات انعطاف مثبتة على الرفارف، وطراز بريميوم بيجي الخاص. يستخدم الصوت الذي تمت ترقيته نظام JBL، وتأتي حزم ملاحة معينة مع نظام اتصالات مع نظام موزين من هيونداي.
بالنسبة لطراز أمريكا الشمالية، تم تقديم حواف GLS وSE وليميتد. يأتي ناقل الحركة اليدوي من ست سرعات بشكل قياسي في GLS، ويتوفر ناقل حركة أوتوماتيكي بست سرعات. تشمل الاختلافات مع الطراز الكوري اختلافات مع طراز GLS، الذي يتميز بشبك بلون الهيكل ومقابض أبواب وأغطية عجلات فولاذية مختلفة. تشتمل الطرازات المحدودة وأجهزة الاستريو الاختيارية في GLS وSE الآن على أنظمة صوتية «ديمنشن»، ويحتوي الإصدار المحدود على ستريو إنفينيتي الاختياري. تحتوي الطرز المحدودة على مقاعد أمامية وخلفية قياسية قابلة للتدفئة، وهي الأولى من نوعها في هذا القطاع. تشمل الاختلافات الإضافية حاملات أكواب مختلفة، ومبدل جلدي مستقيم أعيد تصميمه بدلاً من بوابات في الطرازات الكورية، وخيار إضافي للون الخارجي. حازت هيونداي سوناتا السادسة على جائزة أفضل اختيار للسلامة من معهد التأمين للسلامة على الطرق السريعة (IIHS) في الولايات المتحدة. تم إصدار سوناتا 2.0T في ديسمبر 2010.
بالنسبة لعام 2012، تم تقديم نظام بلو لينك الجديد من هيونداي كمعدات قياسية، وشمل الطراز ليميتد فتحة سقف بانورامية قياسية جديدة من ثلاث قطع. تحتوي طرازات SE على كاميرا احتياطية اختيارية مضمنة مع حزم الملاحة، وتضمنت أنظمة الملاحة شاشة جديدة مقاس 7 بوصات من 6.5 بوصة السابقة.
بالنسبة لعام 2013، تم تغيير قائمة الميزات القياسية بشكل طفيف، بما في ذلك المقاعد الأمامية المُدفأة في طرازات SE، والمقاعد الخلفية المُدفأة في الطرازات المحدودة. يأتي ناقل الحركة الأوتوماتيكي أيضاً بشكل قياسي في طرازات GLS، ولم يعد الدليل متوفراً. تتضمن حزمة بيبيولر إيكو GLS الآن مصابيح ضباب ومقاعد أمامية مدفأة. لم تعد الحواف المحدودة تتضمن الآن فتحة السقف البانورامية، ولكنها تضمنت بدلاً من ذلك فتحة سقف ذات حجم قياسي. فتحة سقف بانورامية متوفرة في الحزمة المميزة المحدودة.
في يناير 2013، تم إيقاف آي 45 في أستراليا بعد بطء المبيعات والإمدادات المحدودة. بدوره، ملأ نطاق آي 40 الموسع الفجوة التي خلفها i45. تم أيضاً إيقاف إنتاج i45 في كولومبيا، واستبداله بسيارة i40 سيدان الأصغر، تاركاً سنغافورة ونيوزيلندا هما السوقان الوحيدان اللذان لا يزالان يبيعان السيارة تحت اسم آي 45 في ذلك الوقت.

### شد الواجهة (2012-2014)
في عام 2012، خضعت سيارة سوناتا الكورية المنتجة لعملية تجميل خفيفة في منتصف العمر. تشمل التغييرات الخارجية شبكاً جديداً، ومؤشرات مرايا LED أقل حجماً، ومصابيح ضباب أمامية جديدة تتضمن مصابيح LED تعمل في النهار (DRLs)، وتصميمات عجلات معدنية جديدة، بالإضافة إلى مصابيح خلفية LED معاد تصميمها  تتضمن التغييرات الداخلية شاشة لمس ملونة جديدة لأنظمة الصوت (في طرز معينة)، بالإضافة إلى أدوات التحكم في المناخ الأوتوماتيكية ذات المنطقة المزدوجة المعاد تصميمها، والتي تتضمن الآن شاشة LCD صغيرة. كان وضع التوجيه القابل للتحديد من قبل السائق قياسياً في جميع الطرازات. تتوفر الآن مستشعرات ركن أمامية في طرز معينة، بالإضافة إلى فرامل رَكن إلكترونية. تم إصدار النموذج المحسن لأول مرة في كوريا في عام 2012، تلته الأسواق الدولية في أوائل عام 2013. تلقت شركة سوناتا المنتجة في أمريكا الشمالية عمليات تجميل في أواخر عام 2013، لعام 2014.

### الأمان
جائزة الأمان العالي في معهد التأمين لاختبارات السلامة على الطرق السريعة.
- اختبار الاصطدام الأمامي: «جيد»
- اختبار الاصطدام الجانبي: «جيد»
- الحماية من الاصطدام الخلفي: «جيد»
- تقييم قوة السقف: «جيد»

إصدار لاحق (تم تصنيعه في 2 يوليو 2010 أو بعده) إصدار عام 2011:
- 5/5 نجوم "بواسطة الإدارة الوطنية الأمريكية لسلامة المرور على الطرق السريعة (NHTSA) بموجب قواعد الاختبار الجديدة لعام 2010.[31]

سوناتا 2011 هي واحدة من ست سيارات مصنفة بخمس نجوم بموجب القواعد الجديدة اعتباراً من نوفمبر 2010.
- التصنيف الأمامي العام: 4 من 5 نجوم
- التصنيف الأمامي (السائق): 5/5 نجوم
- التصنيف الأمامي (الراكب): 4 من 5 نجوم
- التصنيف العام الجانبي (أمامي): 5/5 نجوم
- التصنيف العام الجانبي (خلفي): 5/5 نجوم
- تصنيف الحاجز الجانبي (أمامي): 5/5 نجوم
- تصنيف الحاجز الجانبي (خلفي): 5/5 نجوم
- تقييم القطب الجانبي (السائق): 5/5 نجوم
- التمرير: 5/5 نجوم

الإصدار المبكر (المصنوع قبل 2 يوليو 2010) إصدار عام الطراز 2011:
- 4/5 نجوم [31]
- التصنيف الأمامي العام: 3 من 5 نجوم
- التصنيف الأمامي (السائق): 3 من 5 نجوم
- التصنيف الأمامي (الراكب): 3 من نجوم
- التصنيف العام الجانبي (أمامي): 5/5 نجوم
- التصنيف العام الجانبي (خلفي): 5/5 نجوم
- تصنيف الحاجز الجانبي (أمامي): 5/5 نجوم
- تصنيف الحاجز الجانبي (خلفي): 5/5 نجوم
- تقييم القطب الجانبي (السائق): 5/5 نجوم
- التمرير: 5/5 نجوم

أستراليا NCAP - سجلت هيونداي سوناتا أعلى تصنيف ممكن من 5 نجوم "تصنيفات السلامة لهيونداي سوناتا 2011″ ANCAP.
كوريا NCAP - سجلت هيونداي سوناتا أعلى التصنيفات الممكنة في اختبارات التصادم الأمامية والجانبية والجانبية "تصنيفات السلامة لهيونداي سوناتا 2011" KNCAP.
الصين NCAP - سجلت هيونداي سوناتا أعلى تصنيف ممكن بـ 6 نجوم "تقييمات الأمان لهيونداي سوناتا 2011″ CNCAP.

### سوناتا هايبرد
في معرض لوس أنجلوس للسيارات 2008، كشفت هيونداي عن محرك هيونداي بلو درايف للجيل التالي من سوناتا، والذي يستخدم تقنية بطاريات الليثيوم بوليمر. تم الإبلاغ عن أنها تستند إلى مفهوم محرك هيونداي بلو درايف.
بدأت مبيعات هيونداي سوناتا هايبرد 2011 في الولايات المتحدة قرب نهاية فبراير 2011. تجمع مجموعة سوناتا هايبرد بين محرك سعة 2.4 لتر وناقل حركة أوتوماتيكي بست سرعات، ومحرك كهربائي 30 كيلو وات وبطاريات ليثيوم بوليمر خفيفة الوزن لإنتاج هجين كامل يعمل بالبنزين والكهرباء مع 37 ميلاً لكل جالون أمريكي (6.4 لتر / 100 كم؛ 44 ميلا في الغالون) في داخل المدينة و40 ميلا لكل جالون أمريكي (5.9 لتر / 100 كم؛ 48 ميلا في الغالون) على الطريق السريع. يتم مشاركة مجموعة نقل الحركة هذه مع سيارة كيا أوبتيما الهجينة 2011 - 2013 سوناتا هايبرد.

#### نظرة عامة
شهدت سوناتا هايبرد 2013 تحسينات ملحوظة واحتلت المرتبة الثالثة من بين 20 سيارة متوسطة الحجم ميسورة التكلفة (استناداً إلى تحليل أخبار الولايات المتحدة لـ 19 مراجعة منشورة واختبار القيادة بالإضافة إلى تحليلها لبيانات الموثوقية والسلامة). تتمتع السيارة الهجينة 2013 بضمان طويل وتصميم داخلي واسع وعالي الجودة. ويتراوح سعرها الأساسي من 26,445 دولاراً إلى 31,324 دولاراً وتتراوح أوزانها بين 3450 و3550 رطل. كسيارة هجينة، تصدر 0.51 رطل من ثاني أكسيد الكربون لكل ميل ولديها تصنيفات اقتصادية للوقود من وكالة حماية البيئة تبلغ 36/40 ميلا في الغالون في داخل المدينة / الطريق السريع.
وصلت المبيعات التراكمية لسيارة سوناتا هايبرد في الولايات المتحدة إلى 7,906 وحدة حتى يوليو 2011، وهو ما يمثل 20 بالمائة من مبيعات سوناتا في ذلك الوقت، وفقاً لشركة هيونداي. كانت سوناتا هايبرد هي رقم اثنين مبيعاً للهجين منذ يونيو، ولم يتم بيعها إلا من قبل بريوس. بالنظر إلى المبيعات التراكمية في سوق الولايات المتحدة حتى ديسمبر 2011، مع بيع 19,672 وحدة، احتلت سوناتا هايبرد وكيا أوبتيما هايبرد معاً المرتبة الثانية في المبيعات الهجينة للعام 2011، بعد تويوتا بريوس، وتجاوزت هوندا إنسايت في سبتمبر.

#### المواصفات
يأتي بمحرك كهربائي بقدرة 35 كيلو وات (أعلى من 30) وبطارية ليثيوم بوليمر أكبر بنسبة 38 بالمائة وأكثر كثافة للطاقة. يمكن للمحرك الكهربائي الأحدث العمل بسرعة تصل إلى 62 ميلاً في الساعة (100 كم / ساعة)، مما يعني أنه يمكن تشغيله بالكهرباء بسرعات أعلى، مما يوفر المزيد من الوقود. كما أنه يحتفظ بمحرك سعة 2.4 لتر متعدد المنافذ بحقن الوقود وأربع أسطوانات، والذي يستخدم دورة أتكينسون المعدلة التي يتم تحقيقها عبر محرك VVT ونسبة ضغط تبلغ (13: 1). تعمل برمجة الكمبيوتر المطورة على تسهيل الانتقال بين وضعي الغاز والطاقة الكهربائية. انخفض الوقت الهجين من 0 إلى 60 ميل في الساعة (من 0 إلى 97 كم / ساعة) من 9.5 إلى 8.1 ثانية (ملاحظة: وقت سوناتا غير الهجين هو 7.9).
تشمل الميزات القياسية بلوتوث، وراديو القمر الصناعي، والتحكم في المناخ ثنائي المنطقة، ومقابس إضافية ويو أس بي، ومشغل أقراص مضغوطة، ونظام محيطي بستة مكبرات صوت، وعجلات معدنية مقاس 16 بوصة، ومصابيح أمامية أوتوماتيكية، وأضواء LED قيد التشغيل، ومصابيح ضباب، ومرايا ساخنة، وإشعال بدون مفتاح / الدخول، والتشغيل بضغطة زر، والتحكم في السرعة، ومقعد السائق الكهربائي بثماني اتجاهات، وعجلة قيادة قابلة للإمالة والتلسكوب، ومقاعد أمامية مدفأة، ونظام اتصالات الطوارئ بلو لينك من هيونداي. تشمل الخيارات الإضافية نظام الملاحة بشاشة تعمل باللمس، وكاميرا الرؤية الخلفية، وفتحة سقف بانورامية، وراديو عالي الدقة، ونظام صوت إنفينيتي (تسعة مكبرات صوت)، وعجلات معدنية مقاس 17 بوصة، وأسطح جلوس جلدية، وعجلة قيادة مكسوة بالجلد ومقبض ناقل حركة، ومقعد سائق كهربائي مع دعم أسفل الظهر ومقعد خلفي مُدفأ، ومرآة خلفية للتعتيم التلقائي.

#### الأمان
حصلت سوناتا الهجينة على أعلى تصنيف من فئة الخمس نجوم للحماية الشاملة من الاصطدامات والحماية الجانبية الشاملة بالإضافة إلى أربعة تصنيفات للحماية الأمامية الشاملة. تشمل ميزات الأمان الفرامل المانعة للانغلاق، والتحكم في الثبات، والتحكم في الجر، والوسائد الهوائية الأمامية الجانبية، والوسائد الهوائية الستائرية كاملة الطول، ومساند الرأس الأمامية النشطة.

### سوناتا توربو
لاستبدال خيار الطاقة V6 لهيونداي سوناتا في أسواق معينة، طورت هيونداي محرك توربو سعة 2.0 لتر ذو حقن مباشر ومبرد داخلي. محرك ثيتا 2 يُنتج 274 حصاناً (204 كيلوواط) وعزم دوران 269 قدماً (365 نيوتن متر) مع تحقيق معدل كفاءة يبلغ 34 ميلا في الغالون (6.9 لتر / 100 كم؛ 41 ميلا في الغالون) على الطريق السريع، الضرب المواصفات التي يوفرها لامبدا V6 سعة 3.3 لتر المعروضة في الطراز السابق. الطراز الجديد يحمل شارة 2.0T ومتوفر في SE أو خطوط القطع المحدودة. تحصل جميع طرازات التوربو على نظام تحكم مناخي ثنائي المنطقة قياسي، وأزرار تبديل مجداف على عجلة القيادة، وعادم مزدوج مطلي بالكروم، وعجلات مقاس 18 بوصة مشتركة مع طرازات SE غير التوربينية. تستقبل طرازات 2.0T المحدودة كل هذه الخيارات بالإضافة إلى مقصورة داخلية مدفأة من الجلد وفتحة سقف وميزات أخرى.

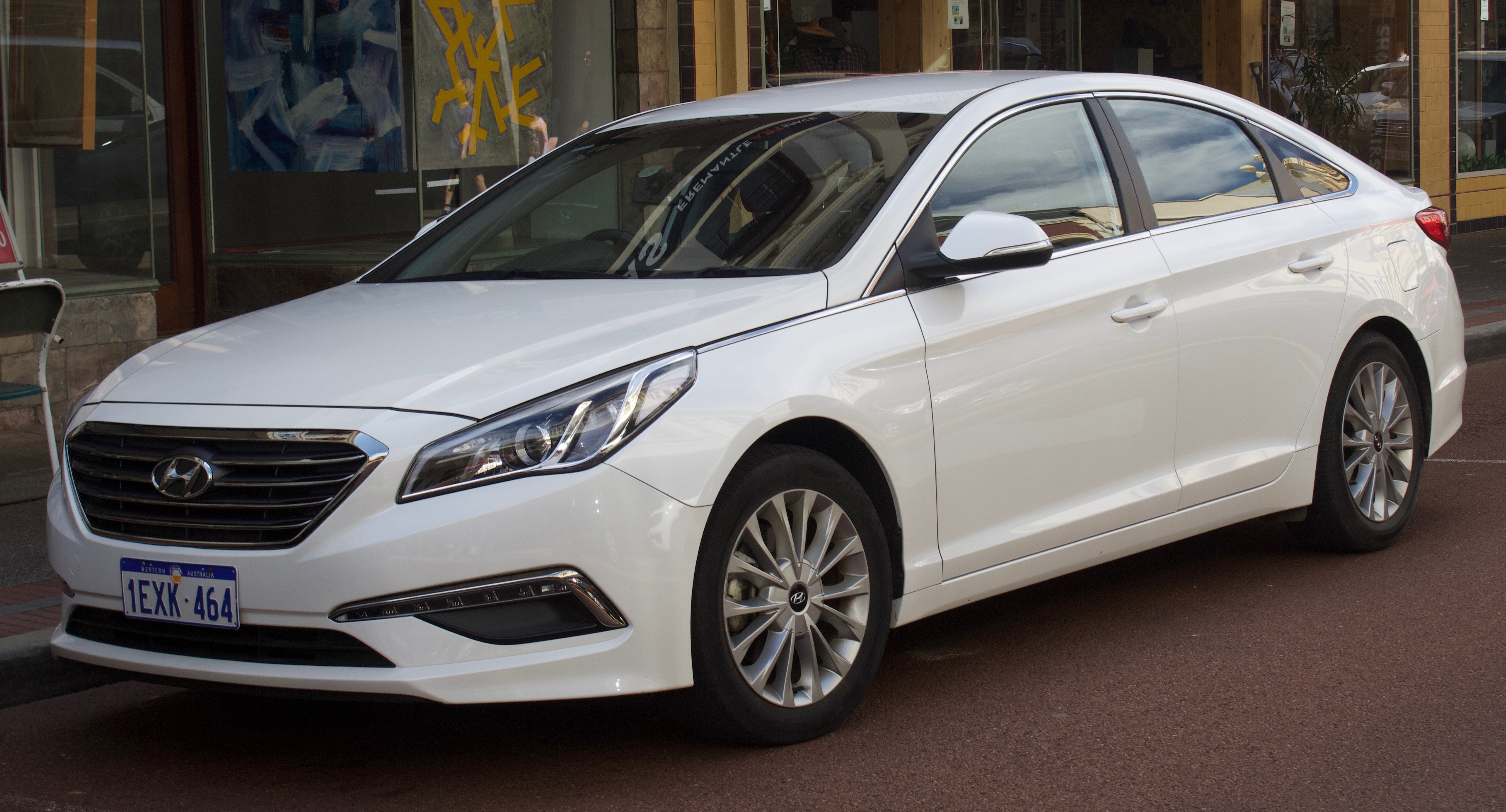
هيونداي سوناتا (الجيل السابع-2015)

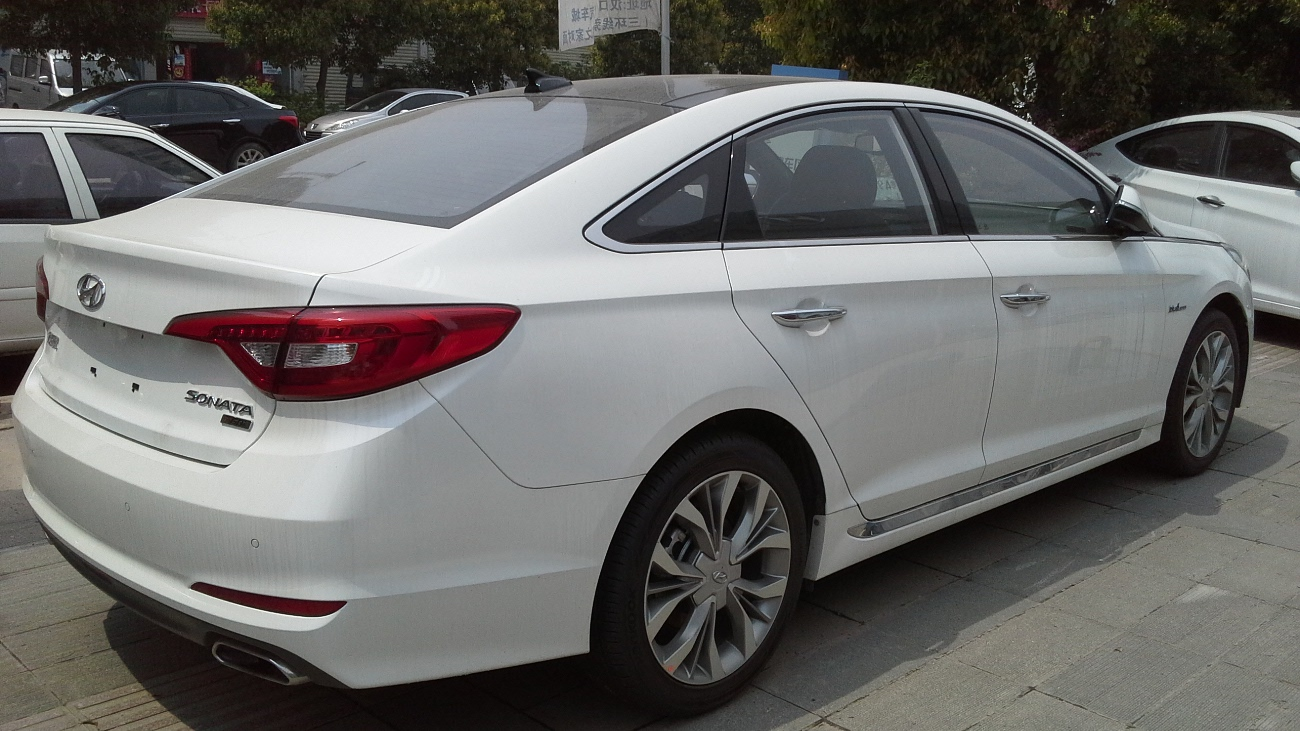
هيونداي سوناتا (الجيل السابع-2015)

## الجيل السابع (إل إف 2014)
تم الكشف عن سوناتا 2015، التي كانت في الأصل مشفرة داخلياً باسم LFA، في كوريا الجنوبية في 24 مارس 2014. ظهرت لأول مرة في أمريكا الشمالية في معرض نيويورك الدولي للسيارات 2014. بينما تضمن النموذج السابق تغييرات جمالية كبيرة وتم بيعه بنجاح داخل الولايات المتحدة، فشلت المبيعات في كوريا في تلبية التوقعات. وهكذا تم اتباع نهج أكثر تحفظاً لإرضاء السوق الكورية، مما أدى إلى الحصول على منحوتات انسيابية 2.0. ترث السيارة العديد من ميزات التصميم من مفهوم هيونداي HCD-14 التي تم الكشف عنها في معرض نيويورك الدولي للسيارات 2013. تأخذ السيارة أيضاً التصميم الداخلي والخارجي بناءً على هيونداي أصلان 2014. في أستراليا ونيوزيلندا، عادت هيونداي لاستخدام شارة سوناتا، لتحل محل شارة آي 45 التي تم استخدامها فقط في الجيل السادس من سوناتا في ذلك السوق.

### أمريكا الشمالية
في الولايات المتحدة، كانت سوناتا 2015 الجديدة كلياً متاحة في طراز SE الأساسي، وEco ذات العقلية الاقتصادية، ورياضة المستوى المتوسط ، ومستويات القطع المحدودة التي تتصدر النطاق. تم تشغيل جميع سوناتا 2015 (باستثناء Eco) بمحرك بنزين رباعي الأسطوانات (I4) بسعة 2.4 لتر مع ناقل حركة أوتوماتيكي بست سرعات. تم تزويد الطراز البيئي بمحرك بنزين رباعي الأسطوانات (I4) بسعة 1.6 لتر مع ناقل حركة أوتوماتيكي مزدوج القابض (DCT) بسبع سرعات. يتوفر في الطرازات الرياضية والمحدودة محرك بنزين رباعي الأسطوانات (I4) بسعة 2.0 لتر مع ناقل حركة أوتوماتيكي بست سرعات. كانت جميع سوناتا 2015 متوفرة حصرياً بنظام الدفع الأمامي (FWD). لم تظهر سوناتا هايبرد حتى عام 2016، حيث كانت سوناتا هايبرد 2015 نموذجاً مُرحلاً من عام 2014.
تم تجهيز جميع طرازات سوناتا 2015 الجديدة كلياً جيداً بميزات مثل راديو MF / AM مع راديو القمر الصناعي سيريوس إكس إم، وبلوتوث للمكالمات بدون استخدام اليدين وتدفق صوت ستيريو لاسلكي عبر A2DP ويو أس بي ومدخلات الصوت الإضافية، نظام صوتي مكون من ستة مكبرات صوت، ونظام صوتي مثبت على عجلة القيادة، وأدوات تحكم في الهاتف عبر البلوتوث، وساعة رقمية، ونوافذ كهربائية وأقفال أبواب، وعجلات من سبائك الألومنيوم، وفتح صندوق السيارة عن بُعد، ومركز معلومات سائق LCD ملون في مجموعة العدادات، وإمالة -عجلة قيادة قابلة للتعديل، وتكييف، ومقعد خلفي قابل للطي. تتميز معظم مستويات القطع أيضاً بنظام صوتي بشاشة لمس LCD ملونة، ونظام كاميرا احتياطية للرؤية الخلفية، ونظام وصول بدون مفتاح مع زر تشغيل يعمل بالضغط، وحصائر أرضية مغطاة بالسجاد، وهيونداي باو لينك في نظام تلماتيك داخل السيارة، وعجلة قيادة مغلفة بالجلد، ومدفأة  مقاعد أمامية ومقعد سائق أمامي قابل للتعديل كهربائياً وحواف داخلية من الخشب أو الألومنيوم.
كان لا بد من سحب بعض السيارات بسبب عيوب التصنيع التي أثرت على السلامة.

### شد الوجه (2017)
تم الكشف عن الجيل السابع المحسن من سوناتا في 8 مارس 2017. الاسم الكوري هو «سوناتا نيو رايز». تلقى التصميم الخارجي إعادة تصميم جذرية أكثر تماشياً مع الجيل السادس، بما في ذلك المصابيح الأمامية الجديدة، والمصابيح الخلفية، والشبكة المتتالية، وإضاءة LED العمودية الاختيارية. تشترك واجهة سوناتا 2018 في بعض خصائص الجيل السادس جراندور-أزيرا. تم إعادة تشكيل لوحة القيادة، مع فتحات تهوية جديدة على جانب السائق وشاشة تعمل باللمس أكبر متوافقة مع (أبل سوق السيارات) و (أندرويد السيارات).  تلقت المقصورة الداخلية أيضاً عجلة قيادة جديدة (مقود)، وعلبة تروس، ومجموعة أدوات. تشمل الميزات القياسية الأخرى المضافة في التحديث شاحن هاتف لاسلكي قياسي ومنفذ يو أس بي للركاب في الخلف. تم أيضاً ترقية نظام تلماتيك هيونداي بلو لينك ليكون متوافقاً مع أجهزة أمازون إيشو وغوغل هوم.
تمت إضافة مستوى تقليم SEL في منتصف عام 2018، مع ميزات قياسية مثل نظام تلماتيكس داخل السيارة هيونداي بلو لينك وراديو هوائي سيريوس إكس إم وراديو إتش دي MF / AM، وأصبح مقعد السائق الأمامي القابل للتعديل كهربائياً أيضاً. متوفر لعام 2018، وفقدت كل من الحواف الأساسية SE وEco هذه الميزات كمعدات قياسية.

### سوناتا بلج إن هايبرد
كجزء من الجيل السابع من سوناتا، أعلنت هيونداي عن إطلاق متغير هجين إضافي من المقرر إطلاقه في السوق في النصف الثاني من عام 2015. تم الإعلان عن التفاصيل الفنية لسوناتا PHEV في معرض أمريكا الشمالية الدولي للسيارات لعام 2015. تم إصدار سوناتا PHEV في أسواق مختارة في الولايات المتحدة في نوفمبر 2015. وهي متوفرة فقط في كاليفورنيا وتسع ولايات أخرى تشترك في نفس متطلبات المركبات عديمة الانبعاثات مثل كاليفورنيا.
يصل مدى سوناتا الكهربائي بالكامل في الوضع الممزوج إلى 27 ميل (43 كم) حسب تصنيف وكالة حماية البيئة الأمريكية (EPA)، ونطاق إجمالي يبلغ 600 ميل (970 كم). نظراً لأن سوناتا PHEV يستخدم بعض البنزين أثناء الوضع الكهربائي بالكامل، فإن وكالة حماية البيئة الأمريكية (EPA) تعتبر النطاق الفعلي للكهرباء بالكامل بين 0 إلى 27 ميلاً (0 إلى 43 كم). تصنيف الاقتصاد في استهلاك الوقود من وكالة حماية البيئة الأمريكية (EPA) هو 99 ميلاً لكل جالون من معادل البنزين (MPG-e) (2.4 لتر/ 100 كم؛ 119 ميلا في الغالون) في وضع استنفاد الشحن (كهربائي بالكامل) وتصنيف مشترك للمدينة والطريق السريع يبلغ 40 ميلا في الغالون-الولايات المتحدة (5.9 لتر/ 100 كم؛ 48 ميلا في الغالون) في الوضع الهجين. على النقيض من ذلك، تتمتع سوناتا الهجينة التي تعمل بالبنزين والكهرباء التقليدية لعام 2016 باقتصاد وقود مشترك مُصنف من وكالة حماية البيئة (EPA) يبلغ 41 ميلاً لكل جالون أمريكي (5.7 لتر/ 100 كم؛ 49 ميلا في الغالون) 39 ميلاً لكل جالون أمريكي (6.0 لتر / 100 كم) 47 ميلا في الغالون) في المدينة و43 ميلا لكل جالون أمريكي (5.5 لتر/ 100 كيلومتر؛ 52 ميلا في الغالون) على الطريق السريع.

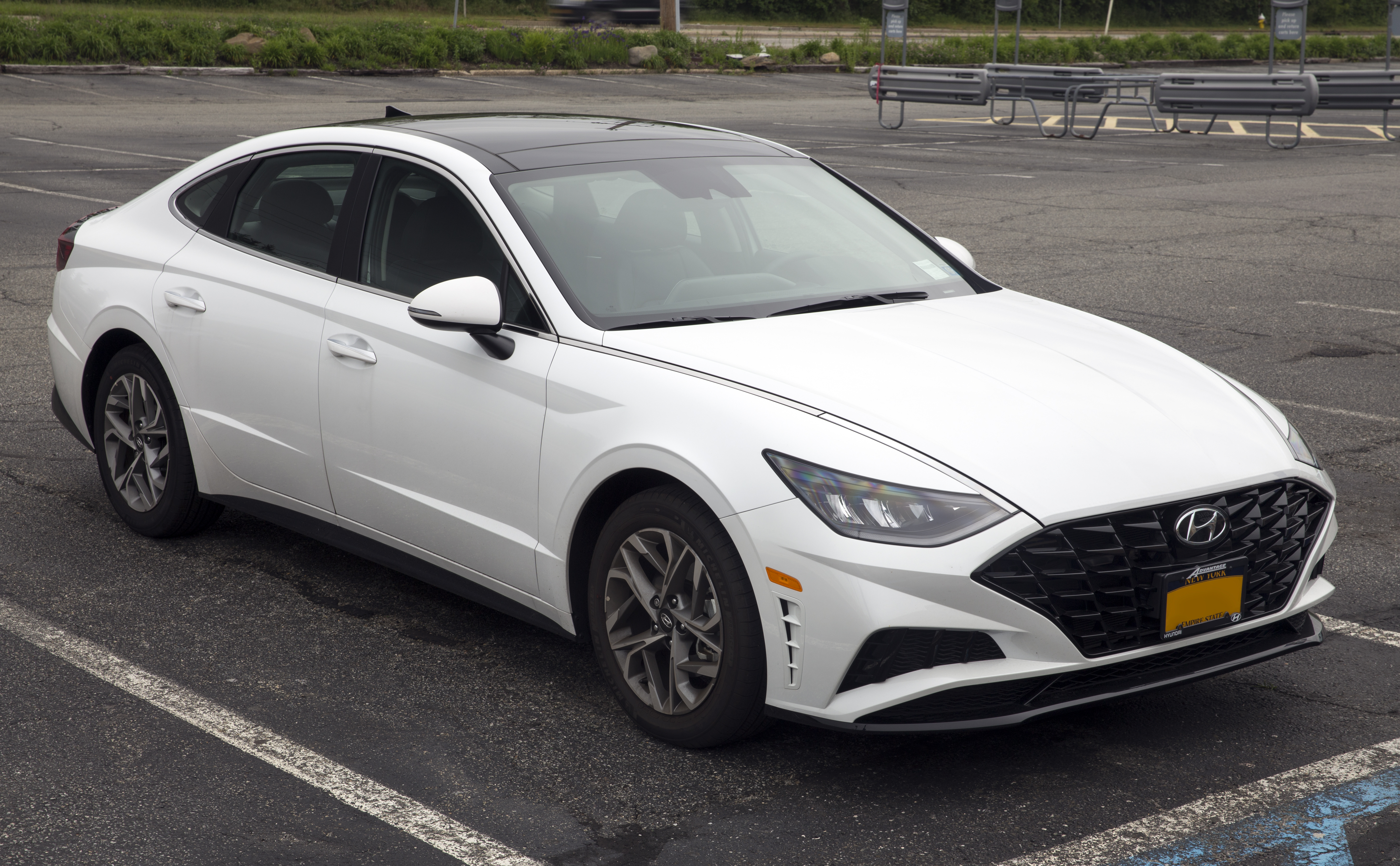
هيونداي سوناتا (الجيل الحديث الجديد (هايبرد) 2020)

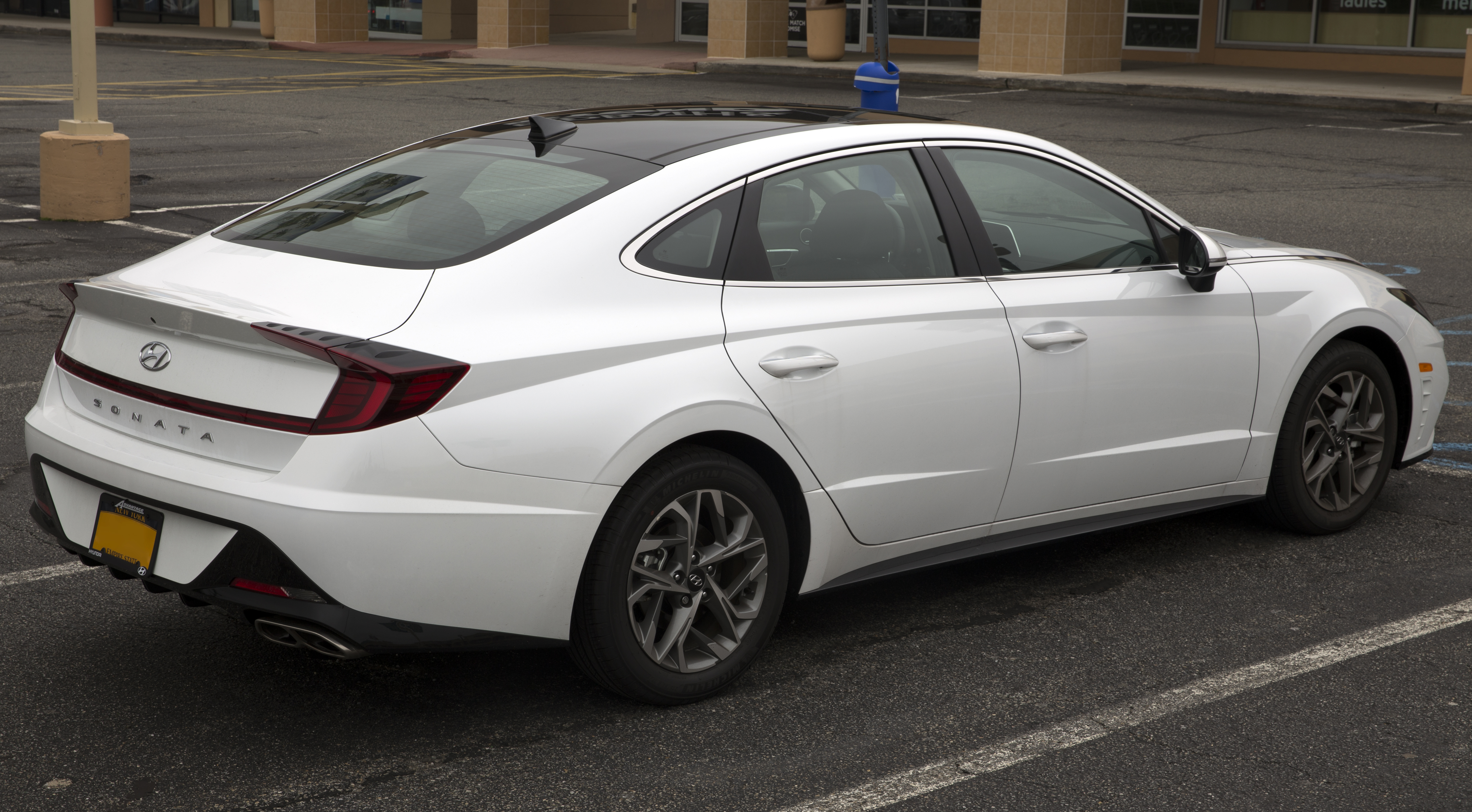
هيونداي سوناتا (الجيل الحديث الجديد (هايبرد) 2020)

## الجيل الثامن (إن دي 8\2019)
تمت معاينة سوناتا 2020 في أوائل مارس 2019 وتم إطلاقها رسمياً في 21 مارس في كوريا الجنوبية. كما تم عرضه لأول مرة خلال معرض شنغهاي للسيارات 2019 للسوق الصينية وظهر لأول مرة في أمريكا الشمالية في معرض نيويورك الدولي للسيارات 2019 في 17 أبريل لسوق أمريكا الشمالية.
يستخدم الجيل الثامن من سوناتا بنية جديدة من الجيل الثالث ويعرض أحدث لغة تصميم «رياضية حسّاسة» لهيونداي والتي تمت معاينتها لأول مرة بواسطة مفهوم «لي فيل روغ». التصميم أقل تحفظاً وأكثر وضوحاً مقارنة بالجيل السابق.  تتميز الآن بشكل يشبه (فست باك) وتتميز بأضواء القيادة التي تعمل على طول غطاء المحرك والمصابيح الخلفية على شكل حرف C. تم إعادة تصميم المقصورة الداخلية بشكل ملحوظ أيضاً، مع مجموعة رقمية اختيارية مقاس 12.3 بوصة وشاشة مركزية مقاس 10.3 بوصة.
سيكون متاحاً بمحركين عند الإطلاق، وكلاهما يعمل بأربعة محركات: وحدة بسعة 1.6 لتر مع شاحن توربيني بقوة 180 حصاناً ووحدة بسعة 2.5 لتر ذات منفذ مزدوج للحقن بسعة 2.5 لتر بقوة 198 حصاناً. يحل المحرك الأخير محل الوحدة السابقة سعة 2.4 لتر التي تبلغ 185 حصاناً. ظهر طراز «إن لاين» الموجه نحو الأداء مع محرك أكثر قوة لأول مرة في 22 سبتمبر 2020.
تشمل الميزات القياسية في كل سوناتا 2020 التحكم الذكي المتقدم في السرعة (ASCC)، ومساعد تجنب الاصطدام الأمامي، ومساعد الضوء العالي التلقائي، ونظام المساعدة في الحفاظ على المسار (LKAS)، ومساعد متابعة المسار، وتحذير السائق من الانتباه، والمصابيح الأمامية LED، ومصابيح LED النهارية (DRLs)، والمصابيح الخلفية LED، وتكامل الهاتف الذكي (أبل سوق السيارات) و (أندرويد السيارات). تشمل الميزات الجديدة المتوفرة لأول مرة في سوناتا مفتاح NFC الرقمي، ونظام المساعدة الذكية لركن السيارة عن بعد (RSPA)، وشاشة الرؤية الشاملة (AVM)، ونظام معلومات وترفيه ملاحة مقاس 10.25 بوصة (10.25)، و12.3 بوصة (12.3) شاشة لوحة العدادات LCD، ونظام صوت (بوز) المتميز، وتقنية هيونداي بلو لينك من الجيل التالي وشاشة ملونة لعرض المعلومات. مستويات القطع لسوناتا هي SE وSEL وSEL بلس وليميتد.
يسمح نظام الأمان، الذي يتألف من ثلاثة أنظمة رادار وخمس كاميرات وثلاثة عشر جهاز استشعار بالموجات فوق الصوتية، بميزات مساعدة السائق مثل مثبت السرعة التكيفي القياسي، وفرامل الاصطدام الأمامي، ومساعدة تتبع المسار
بعد الإطلاق، وكانت السيارة الأكثر مبيعاً في كوريا الجنوبية.
في 22 سبتمبر 2020، قدمت هيونداي سوناتا إن لاين. يتم تشغيل إن لاين بواسطة محرك بنزين سمارت ستريم 2.5 لتر مضمّن بأربع أسطوانات (I4) بشاحن توربيني ينتج 290 حصاناً و311 رطل قدم من عزم الدوران، مقترناً بناقل حركة ثنائي القابض بثماني سرعات. تشارك مجموعة نقل الحركة الخاصة بها مع  2021 كيا K5 جي تي. بالإضافة إلى المحرك وناقل الحركة المحدَّثين، ستتميز سوناتا إن لاين أيضاً بتصميم خارجي وداخلي أكثر قوة على سوناتا غير ن لاين (وتشمل هذه العجلات والإطارات المصنوعة من سبائك الألمنيوم الخاصة الأكبر حجماً والتشطيبات الخارجية الداكنة وشارات إن لاين على غطاء الصندوق الخلفي وعجلة القيادة المكسوة بالجلد، وخياطة داخلية حمراء، وتطعيمات داخلية خاصة، وجلد مختلط وأسطح جلوس مزينة بألكانتارا).

### المواصفات
المواصفات
| الموديل             | السنة   | ناقل الحركة                  | القوة-الطاقة | 0-100 كم / ساعة (0-62 ميل في الساعة) | السرعة القصوى   |
| البنزين             | البنزين | البنزين                      | البنزين | البنزين                              | البنزين         |
| ------------------- | ------- | ---------------------------- | --- | ------------------------------------ | --------------- |
| G1.6 T-GDI س.س      | 2019    | 8 سرعات أوتوماتيك            | 180 حصان (132 كيلوواط ، 178 حصان) عند 5500 دورة في الدقيقة |                                      |                 |
| G2.0 MPI س.س        | 2019    | 6 سرعات أوتوماتيك            | 152 حصان (112 كيلوواط ، 150 حصان) عند 6200 دورة في الدقيقة 160 حصان (118 كيلوواط ، 158 حصان) عند 6500 دورة في الدقيقة                                                                                                 | 10.5 ثانية                           | 200 كام 124 ميل |
| G2.5 MPI س.س        | 2019    | 6 سرعات أوتوماتيك            | 180 حصان (132 كيلوواط ، 178 حصان) عند 6000 دورة في الدقيقة | 9.00 ثانية                           | 210 كلم-130 ميل |
| G2.5 GDI س.س        | 2019    | 8 سرعات أوتوماتيك            | 194 حصان (143 كيلوواط ، 191 حصان) عند 6100 دورة في الدقيقة |                                      |                 |
| G2.5 T-GDI س.س      | 2020    | 8 سرعات أوتوماتيك (دبل كلتش) | 290 حصان (213 كيلوواط ، 286 حصان) عند 5800 دورة في الدقيقة | 6.2 ثانية                            |                 |
| هايبرد              |         |                              | |                                      |                 |
| G2.0 GDI س.س        | 2019    | 6 سرعات أوتوماتيك            | 152 حصان (112 كيلوواط ، 150 حصان) عند 6000 دورة في الدقيقة (المحرك) 052 حصان (038 كيلو واط ، 51 حصان) عند 1770-2000 دورة في الدقيقة (محرك كهربائي) 195 حصان (143 كيلوواط ، 192 حصان) عند 6000 دورة في الدقيقة (مدمج)  | 8.3 ثانية                            | 200 كام 124 ميل |
| G2.0 GDI س.س (PHEV) | 2019    | 6 سرعات أوتوماتيك            | 152 حصان (112 كيلوواط ، 150 حصان) عند 6000 دورة في الدقيقة (المحرك) 068 حصان (050 كيلوواط ، 067 حصان) عند 1,770-2000 دورة في الدقيقة (محرك كهربائي) 205 حصان (151 كيلوواط ، 202 حصان) عند 6000 دورة في الدقيقة (مدمج) | 8.5 ثانية                            | 200 كام 124 ميل |
| (LPG) ال بي جي      |         |                              | |                                      |                 |
| G2.0 LPI            | 2019    | 6 سرعات أوتوماتيك            | 146 حصان (107 كيلوواط ، 144 حصان) عند 6000 دورة في الدقيقة |                                      |                 |

## المبيعات
| 1989 | 34,698 |  | 2001 | 62.385  |        | 2011 | 225.961 | 16.343 |
| 1990 | 29,840 |  | 2002 | 68.085  |        | 2012 | 230.605 | 14.572 |
| 1991 | 26,421 |  | 2003 | 82.330  |        | 2013 | 203.648 | 14.519 |
| 1992 | 17,196 |  | 2004 | 107.181 | 6.974  | 2014 | 216.936 | 13.645 |
| 1993 | 15.420 |  | 2005 | 130.356 | 8.175  | 2015 | 213.303 | 13.497 |
| 1994 | 13.339 |  | 2006 | 149.513 | 12.466 | 2016 | 199.408 | 10.191 |
| 1995 | 17.055 |  | 2007 | 145.568 | 11.034 | 2017 | 131.803 | 7.827  |
| 1996 | 14.616 |  | 2008 | 117.357 | 10.298 | 2018 | 105.118 | 5.197  |
| 1997 | 22.128 |  | 2009 | 120.028 | 8.975  | 2019 | 87.466  | 3.680  |
| 1998 | 14.144 |  | 2010 | 196.623 | 13.856 | 2020 | 76.977  |        |
| 1999 | 30.022 |  |      |         |        |      |         |        |
| 2000 |        |  |      |         |        |      |         |        |

## روابط خارجية
- الموقع الرسمي